# 4. Mai
Der 4. Mai ist der 124. Tag des gregorianischen Kalenders (der 125. in Schaltjahren), somit bleiben 241 Tage bis zum Jahresende.

## Ereignisse

### Politik und Weltgeschehen

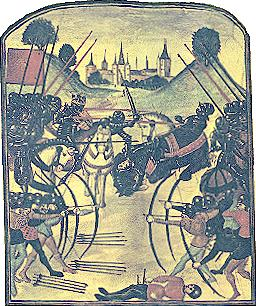
1471: Schlacht von Tewkesbury

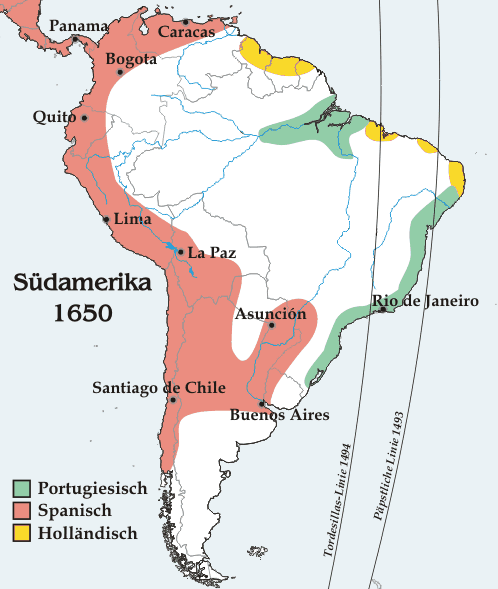
1493: Die päpstliche Linie (rechts)

- 1471: Dem Haus York unter Eduard IV. gelingt in der Schlacht von Tewkesbury der vorläufig entscheidende Sieg der Rosenkriege um die englische Thronherrschaft gegen das Haus Lancaster. Edward of Westminster, einziger Nachkomme von König Heinrich VI., fällt, Edmund Beaufort, 3. Duke of Somerset, und Margarete von Anjou geraten in Gefangenschaft.

- 1493: Papst Alexander VI. legt in der Bulle Inter caetera die Demarkationslinie zwischen spanischen und portugiesischen Gebieten bei der europäischen Expansion in der Neuen Welt fest.
- 1521: Martin Luther wird auf der Heimreise vom Reichstag zu Worms in der Nähe von Schloss Altenstein zum Schein gefangen genommen und zur Wartburg unter den Schutz des sächsischen Kurfürsten Friedrich des Weisen gebracht.
- 1626: Auf der Insel Manhattan trifft Peter Minuit, der dritte Gouverneur Nieuw Nederlands, mit einem Schiff ein. Zu einem undatierten späteren Zeitpunkt erwirbt er von Canarsee-Indianern für Waren im Gegenwert von 60 holländischen Gulden die Insel. Nieuw Amsterdam kann mit 200 mitgebrachten Siedlern weiter expandieren.
- 1793: Der französische Wohlfahrtsausschuss legt im Kleinen Maximumgesetz einen Höchstpreis für Getreide fest, um damit einer Versorgungskrise entgegenzuwirken.

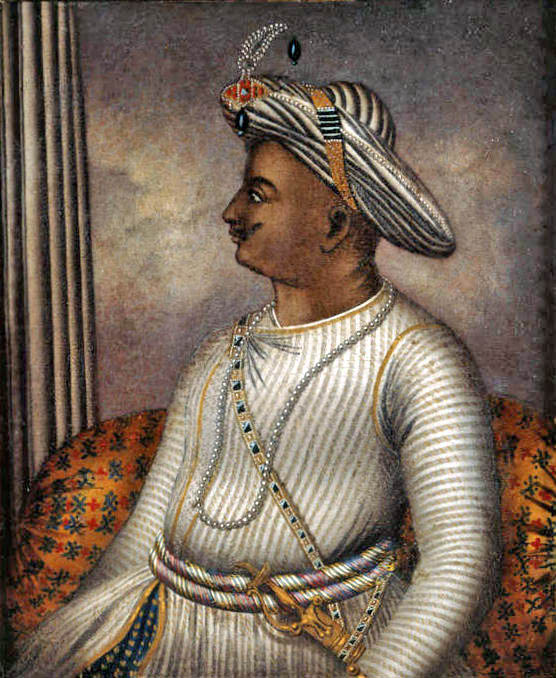
1799: Tipu Sultan

- 1799: Britische Armeen erstürmen im Vierten Mysore-Krieg Shrirangapattana, die Residenzstadt des südindischen Königreichs Mysore. Dessen Herrscher Tipu Sultan kommt während des Angriffs ums Leben. Mysore wird danach britisches Protektorat.

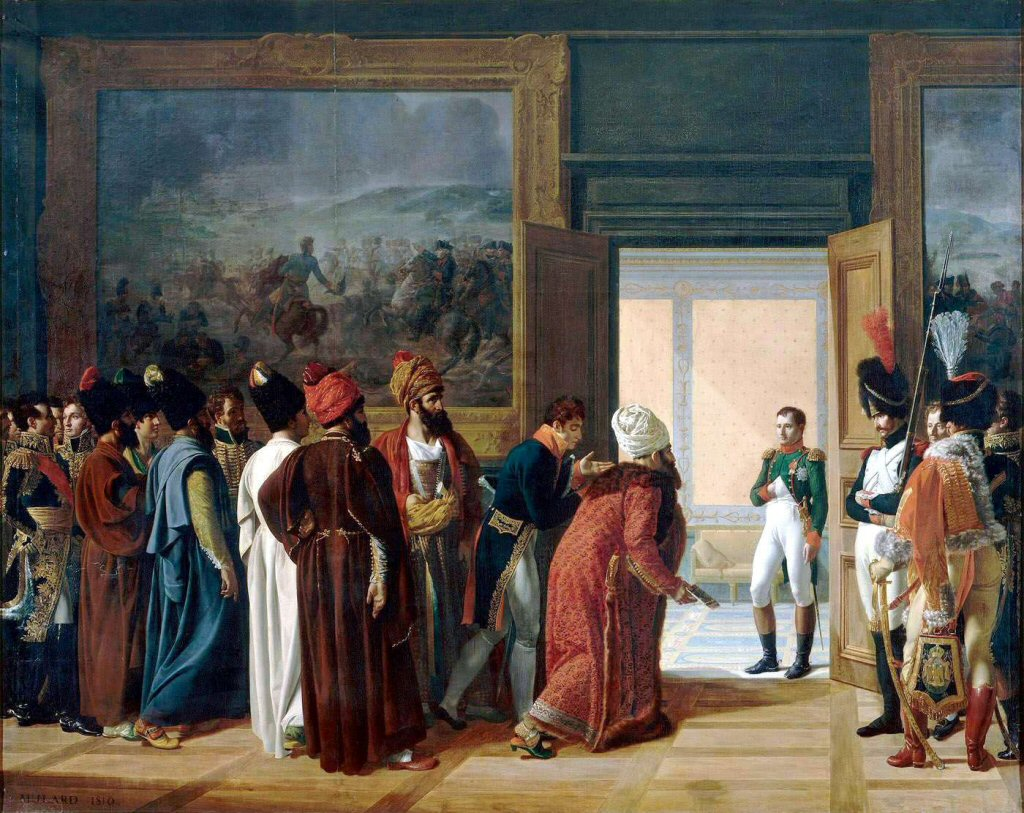
1807: Napoléon mit persischer Delegation

- 1807: Napoleon Bonaparte unterzeichnet in Ostpreußen mit dem von Fath Ali Schah entsandten Vertreter den Vertrag von Finckenstein, der Persien die Unterstützung Frankreichs im Krieg gegen Russland zusichert und die Franko-Persische Allianz besiegelt.

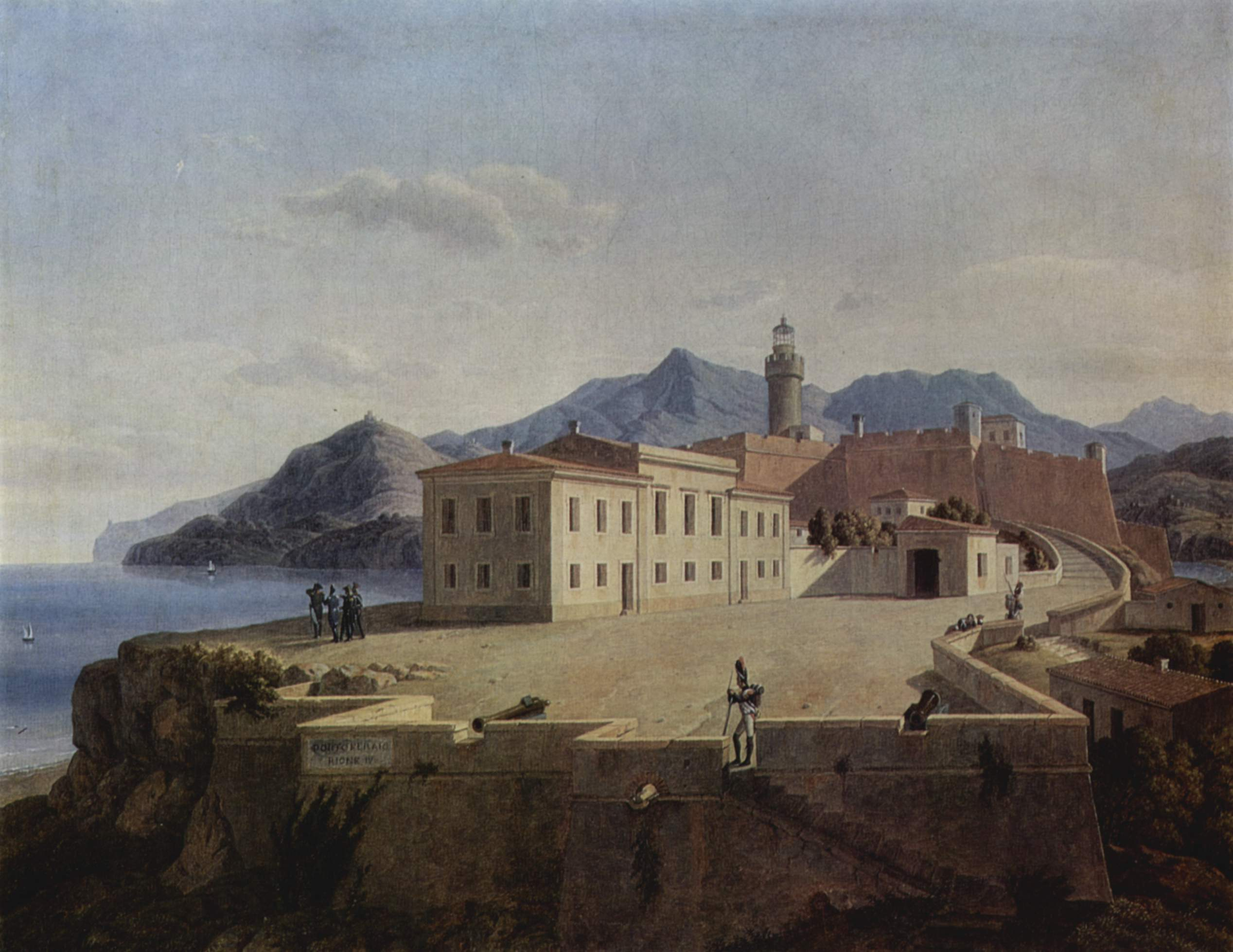
1814: Napoleon in Portoferraio

- 1814: Napoleon Bonaparte landet nach seiner Abdankung auf der Mittelmeerinsel Elba und beginnt von Portoferraio aus, Reformen durchzuführen.
- 1814: König Ferdinand VII. hebt in Spanien die Verfassung von 1812 per Dekret auf und ordnet die Rückkehr zum Absolutismus an. Auch die Inquisition wird wieder eingeführt.

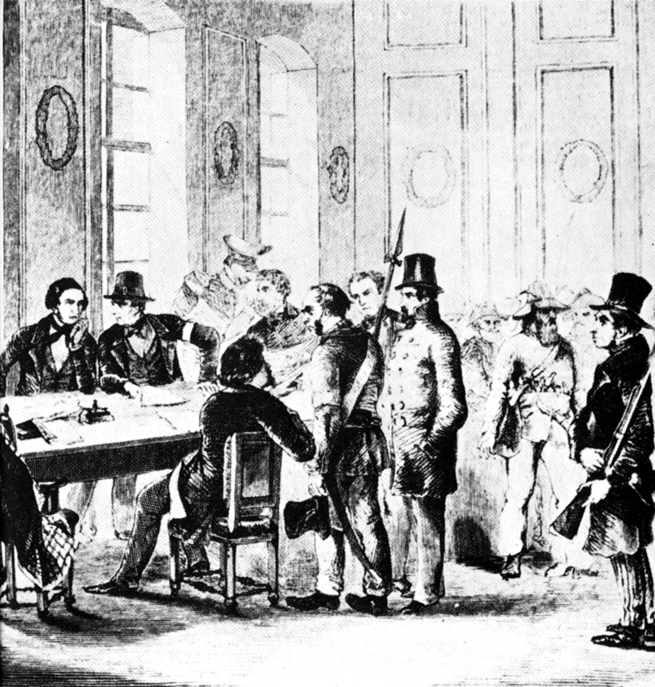
1849: Die provisorische Regierung in Dresden

- 1849: Der sächsische König Friedrich August II. verlässt einen Tag nach Ausbruch des Dresdner Maiaufstands mit dem gesamten Kabinett Dresden und zieht sich auf die Festung Königstein zurück. Die Revolutionäre um Michail Bakunin, Samuel Erdmann Tzschirner und Otto Leonhard Heubner bilden eine provisorische Regierung.
- 1855: Der US-amerikanische Abenteurer William Walker und 57 Gefolgsleute verlassen trotz Verbots durch die US-Behörden San Francisco per Schiff, um in Nicaragua die Macht an sich zu reißen.

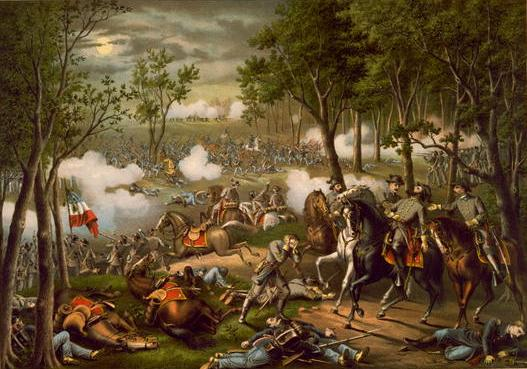
1863: Schlacht bei Chancellorsville

- 1863: Die viertägige Schlacht bei Chancellorsville im Sezessionskrieg endet mit einem überwältigenden Sieg der Konföderierten unter General Robert Edward Lee gegen die Unionstruppen von Generalmajor Joseph Hooker. Die Schlacht gilt wegen Lees riskanter, aber erfolgreicher Teilung seiner Nord-Virginia-Armee unter den Augen der mehr als doppelt so starken Potomac-Armee als „Lees perfekte Schlacht“.

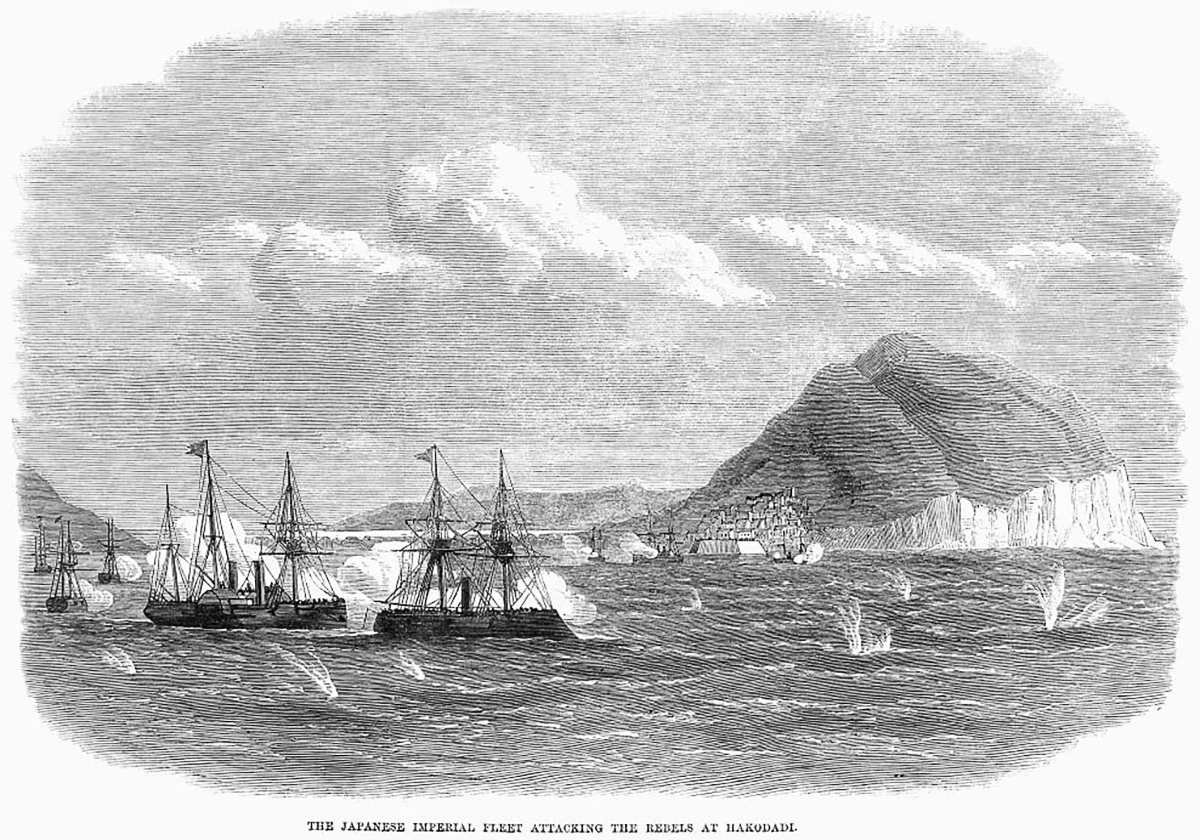
1869: Seeschlacht von Hakodate

- 1869: Die mehrtägige Seeschlacht von Hakodate zwischen Schiffen des Japanischen Kaiserreichs am Beginn der Meiji-Restauration und Schiffen der abgespaltenen Republik Ezo beginnt.
- 1886: Der Haymarket Riot eskaliert, nachdem eine Bombe bei einer Arbeiterdemonstration in Chicago geworfen wird, die Tote fordert, woraufhin die Polizei in die Menge feuert.
- 1911: Nach heftiger Debatte lehnt der deutsche Reichstag die Einführung der Antiqua als Amtsschrift anstelle der Fraktur mit knapper Mehrheit ab. Nach Auszählung der Stimmen stellt sich allerdings die Beschlussunfähigkeit des Parlaments heraus, weshalb der Antiqua-Fraktur-Streit noch bis zum 17. Oktober weitergeht.

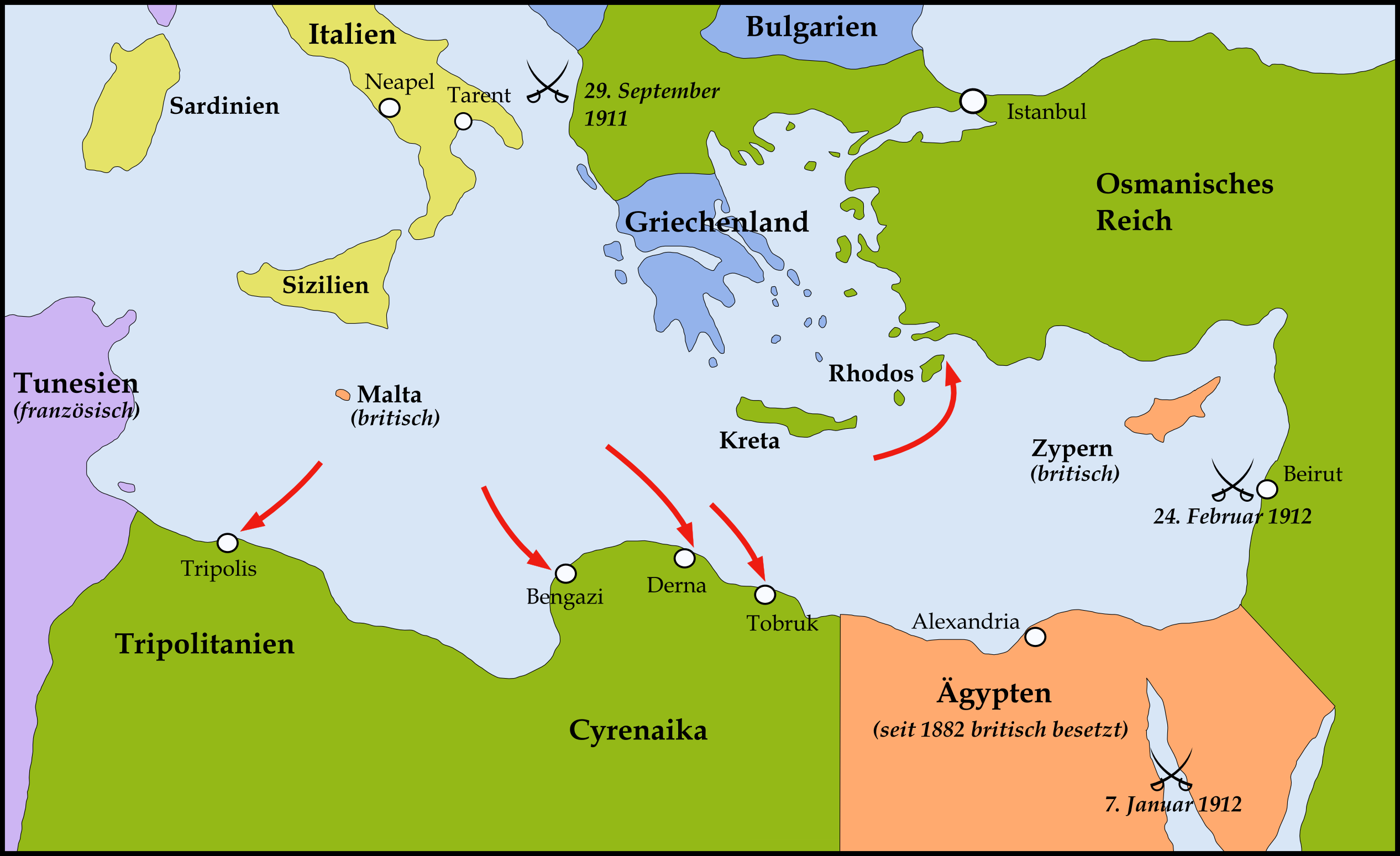
Der Italienisch-Türkische Krieg 1911–1912

- 1912: Italien erobert im Italienisch-Türkischen Krieg Rhodos als erste Insel des Dodekanes, der bis zum Zweiten Weltkrieg unter italienischer Herrschaft bleiben wird.
- 1917: Der zum Truppentransporter umgewandelte ehemalige Ozeandampfer Transylvania wird vom deutschen U-Boot U 63 im Golf von Genua versenkt. 412 Soldaten und Besatzungsmitglieder sterben.

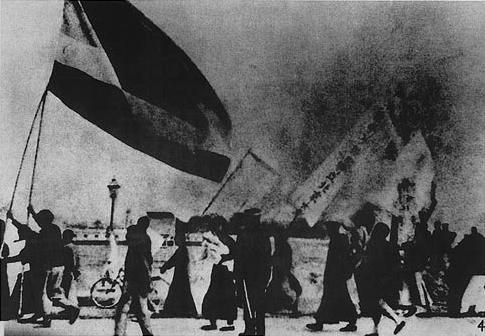
1919: Studenten in Peking

- 1919: Nach dem Bekanntwerden der Anerkennung der Einundzwanzig Forderungen Japans durch die chinesische Regierung unter Yuan Shikai, und dass die Siegermächte des Ersten Weltkriegs die ehemalige deutsche Kolonie Kiautschou an Japan übertragen wollen, statt sie der Republik China zurückzugeben, kommt es mit der Bewegung des vierten Mai zur ersten großen Studentenbewegung in der chinesischen Geschichte mit blutigen Auseinandersetzungen.
- 1937: Mitten im Spanischen Bürgerkrieg beginnen in Barcelona die Maiereignisse, Kämpfe republikanischer Einheiten untereinander, die bis zum 8. Mai andauern.

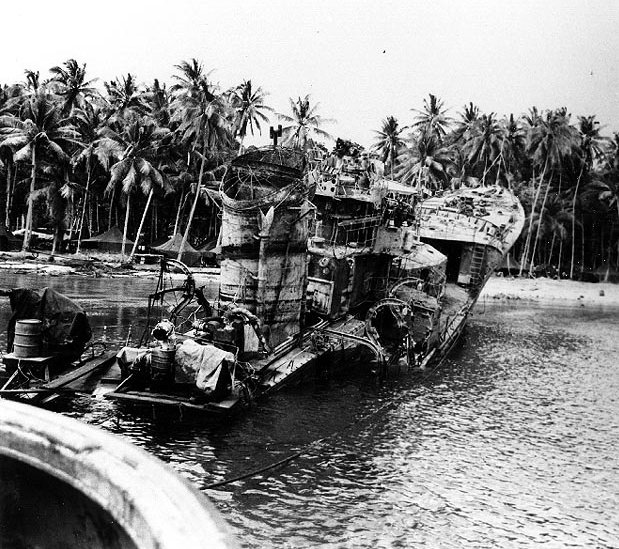
1942: Japanischer Zerstörer nach dem Angriff

- 1942: Im Vorfeld der Schlacht im Korallenmeer greift im Pazifikkrieg die US-Task-Force FOX vom Flugzeugträger Yorktown aus japanische Einheiten an, die am Vortag auf der Insel Tulagi gelandet sind.
- 1945: Die 2. französische Panzerdivision unter Generalmajor Leclerc erreicht gegen Ende des Zweiten Weltkriegs Adolf Hitlers Berghof auf dem Obersalzberg bei Berchtesgaden.

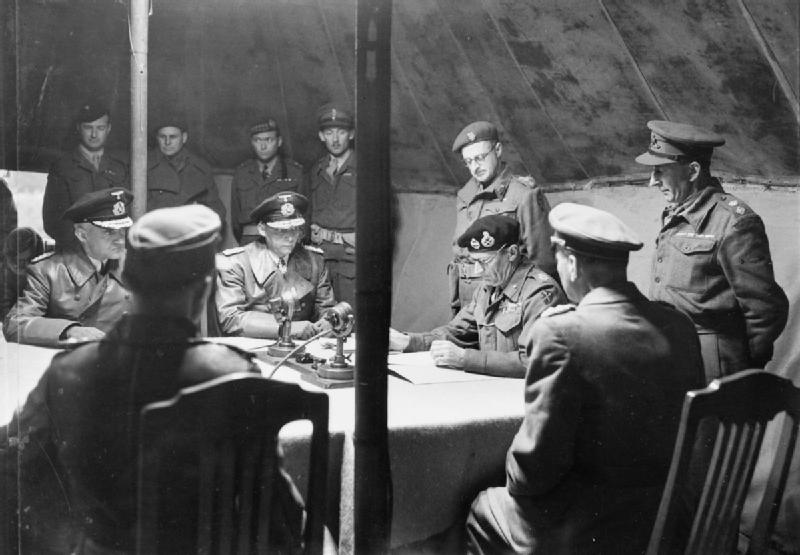
1945: Unterzeichnung der Kapitulationserklärung

- 1945: Admiral Hans-Georg von Friedeburg unterzeichnet im Auftrag des letzten Reichspräsidenten Karl Dönitz, der sich zuvor mit der letzten Reichsregierung in den Sonderbereich Mürwik abgesetzt hat, auf dem Timeloberg am Ortsrand von Wendisch Evern im Beisein des britischen Feldmarschalls Bernard Montgomery die Teilkapitulation der Wehrmacht für Nordwestdeutschland, Dänemark und die Niederlande.
- 1949: Philip Jessup für die Vereinigten Staaten und Jakow Alexandrowitsch Malik für die Sowjetunion unterzeichnen in New York das Jessup-Malik-Abkommen. Darin wird die Aufhebung der Berlin-Blockade durch die Sowjetunion im Gegenzug gegen die Aufhebung der Wirtschaftssanktionen gegen Ostdeutschland durch die Westmächte vereinbart.
- 1956: Mit Redwing Lacrosse auf der Insel Runit starten die USA die Operation Redwing, eine Reihe von Kernwaffentests auf dem Eniwetok-Atoll und dem Bikini-Atoll der Marshallinseln, die bis zum 21. Juli andauern.
- 1961: Am ersten Freedom Ride nehmen sieben schwarze und sechs weiße Aktivisten teil. Die Ankunft ist für den 17. Mai 1961 geplant, den Jahrestag vom Urteil im Fall Brown v. Board of Education, welches formaljuristisch die Rassentrennung in den USA (Segregation) beendete.
- 1970: Während Protesten gegen den Vietnamkrieg am Campus der Kent State University in Kent, Ohio, eröffnet die Nationalgarde der Vereinigten Staaten das Feuer auf unbewaffnete Demonstrierende. Vier Studentinnen und Studenten, unter ihnen Sandra Lee Scheuer, werden beim Kent-State-Massaker erschossen, neun zum Teil schwer verletzt.
- 1974: In der Kurt-Schumacher-Akademie in Bad Münstereifel beginnt eine zweitägige Tagung der Führungsspitze der SPD mit Gewerkschaftsvorsitzenden, in deren Verlauf – vermutlich auf Grund eines Vieraugengesprächs mit Fraktionsvorsitzendem Herbert Wehner – Willy Brandt den Entschluss fasst, als Konsequenz aus der Affäre um seinen Kabinettsmitarbeiter Günter Guillaume als deutscher Bundeskanzler zurückzutreten.
- 1978: Südafrikanische Streitkräfte bombardieren bei Cassinga auf angolanischem Territorium ein Flüchtlingslager der südwestafrikanischen Volksorganisation SWAPO, bei dem nahezu 1000 Zivilisten zu Tode kommen. In Namibia ist seit der Unabhängigkeit 1990 der Cassinga-Tag ein nationaler Feier- und Gedenktag.

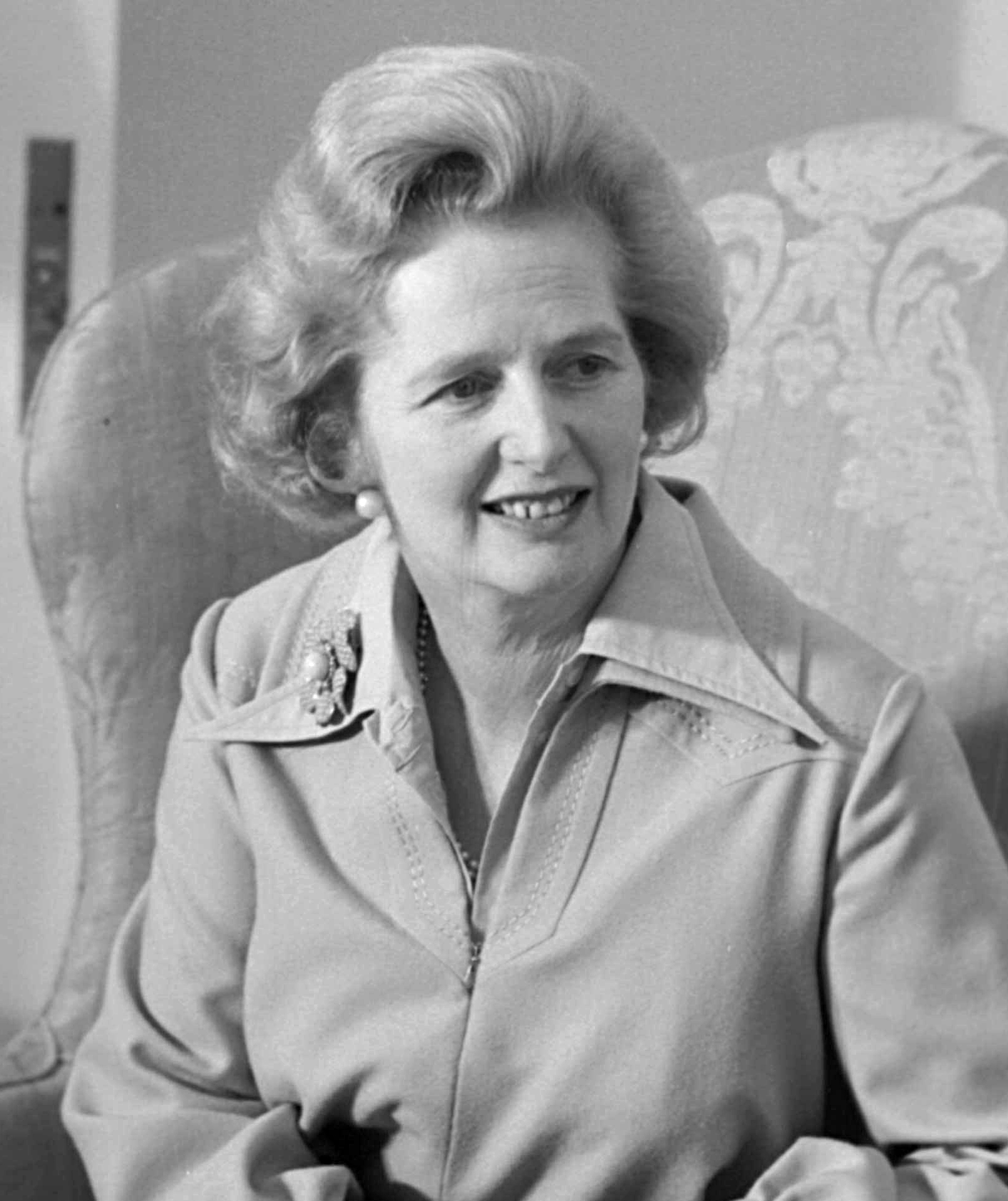
1979: Margaret Thatcher

- 1979: Nach dem Sieg der Conservative Party bei den Parlamentswahlen vom Vortag wird Margaret Thatcher die erste Premierministerin Großbritanniens und Nordirlands.
- 1980: Der Präsident der Sozialistischen Föderativen Republik Jugoslawien, Josip Broz Tito, stirbt in Ljubljana. Seine Nachfolge übernimmt ein achtköpfiges Präsidium, das jedoch wegen des Mangels einer integrativen Persönlichkeit den zunehmenden Zerfall Jugoslawiens nicht aufhalten kann.
- 1982: Bei einem Luftangriff von zwei argentinischen Dassault Super Étendards auf die Sheffield während des Falklandkrieges kommen 20 Seeleute ums Leben. Der Zerstörer der Sheffield-Klasse, der am 10. Mai sinkt, ist der erste große Verlust der Royal Navy seit dem Zweiten Weltkrieg und zeigt ihre Luftabwehrschwäche auf.

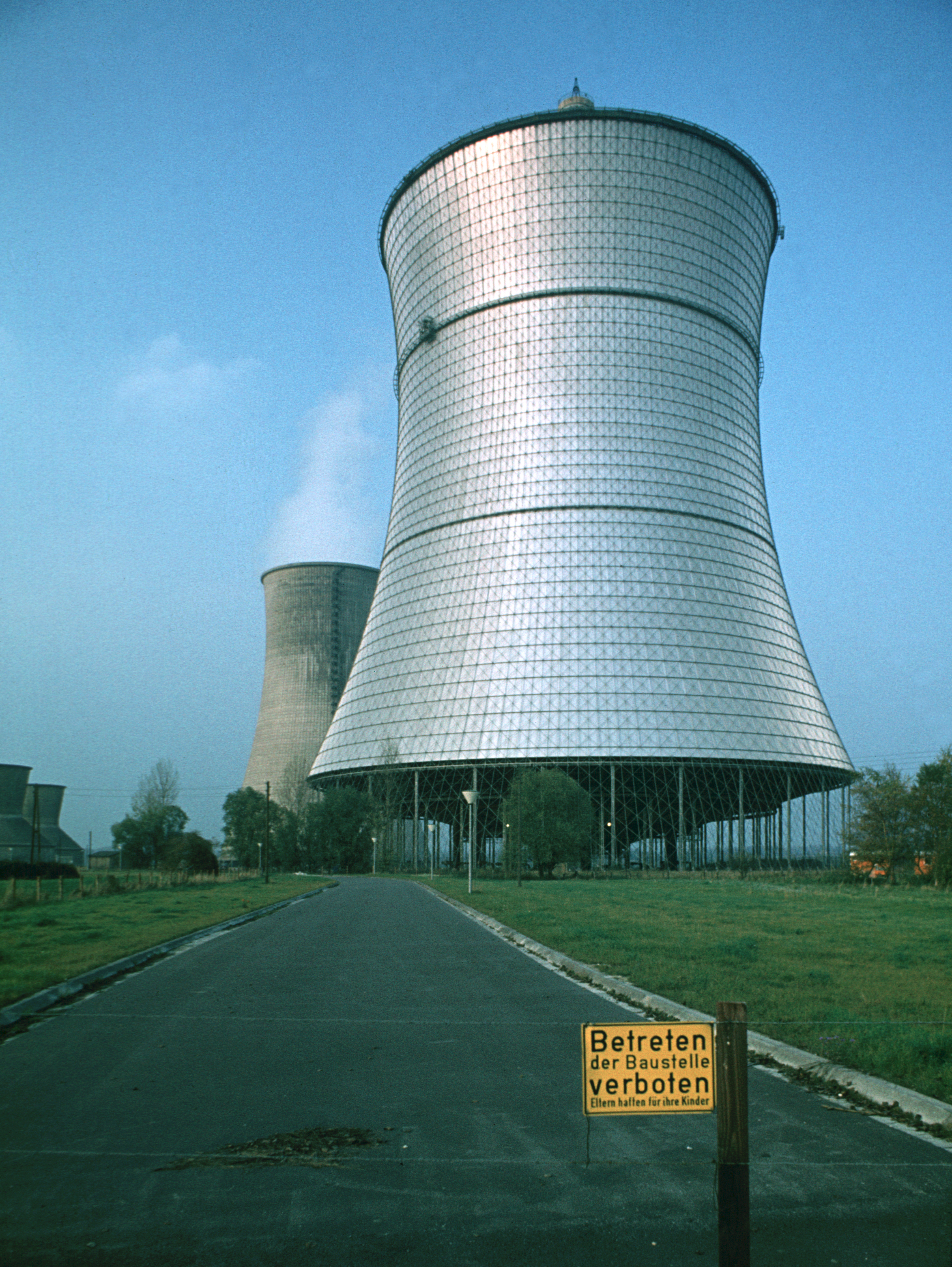
1986: THTR-300

- 1986: Im Kernkraftwerk THTR-300 in Hamm-Schmehausen, Nordrhein-Westfalen, kommt es zu einem Störfall, der drei Jahre später zur Schließung der Anlage führt.
- 1990: Lettland erklärt im Zuge der Singenden Revolution die Wiederherstellung seiner Unabhängigkeit von der Sowjetunion nach knapp 50 Jahren.
- 1993: In Andorra tritt die neue demokratische Verfassung in Kraft, die das seit 1278 bestehende Feudalsystem abschafft, die Gewaltentrennung einführt und ein souveränes Fürstentum (Principat d’Andorra) ermöglicht.
- 2000: Die erste Direktwahl des Bürgermeisters von Greater London entscheidet der unabhängige Kandidat Ken Livingstone, der kurz zuvor von der Labour Party ausgeschlossen worden ist, mit großer Mehrheit für sich. Der Labour-Kandidat Frank Dobson wird nur Dritter.
- 2005: Mit der Wiedereinführung der Wehrpflicht beginnt im Libanon der Aufbau der während der syrischen Besatzung marginalisierten libanesischen Streitkräfte.
- 2009: Beim Massaker von Mardin im Südosten der Türkei kommen 44 Menschen ums Leben. Weitere 17 Menschen werden schwer verletzt.
- 2010: Die Staats- und Regierungschefs der Mitgliedsländer der Union Südamerikanischer Nationen wählen Néstor Kirchner zum ersten Generalsekretär der Organisation.

### Wirtschaft
- 1833: In Leipzig erscheint die Erstausgabe des Pfennig-Magazins, der ersten deutschen Illustrierten.
- 1896: In London erscheint die erste Ausgabe der von Alfred Harmsworth gegründeten Zeitung Daily Mail.
- 1904: Henry Royce und Charles Rolls treffen in einem Hotel in Manchester zusammen, um per Handschlag den gemeinsamen Automobilvertrieb zu vereinbaren. Der Autohersteller Rolls-Royce Motor Cars entwickelt sich im weiteren Verlauf.
- 1933: Mit der Einsetzung eines Staatskommissärs der NSDAP während der Machtergreifung beginnt die Gleichschaltung der Großeinkaufs-Gesellschaft Deutscher Consumvereine mbh (GEG), Hamburg.
- 1937: Die Heinkel-Werke Oranienburg, ein bedeutender Rüstungsbetrieb im Bereich des Flugzeugbaus, werden eingeweiht.
- 1976: In der Phase der Transition in Spanien wird die Erstausgabe der spanischen Tageszeitung El País herausgegeben.

### Wissenschaft und Technik
- 1976: Der Lasersatellit LAGEOS 1 wird von Cape Canaveral in eine Erdumlaufbahn gestartet. Er dient Zwecken der Geodäsie und ermöglicht eine genaue Bestimmung von übergeordneten Vermessungspunkten. Seine Lebensdauer im Satellitenorbit wird auf acht Millionen Jahre geschätzt.
- 1989: Die NASA-Raumsonde Magellan, zur Erforschung des Planeten Venus, wird gestartet.

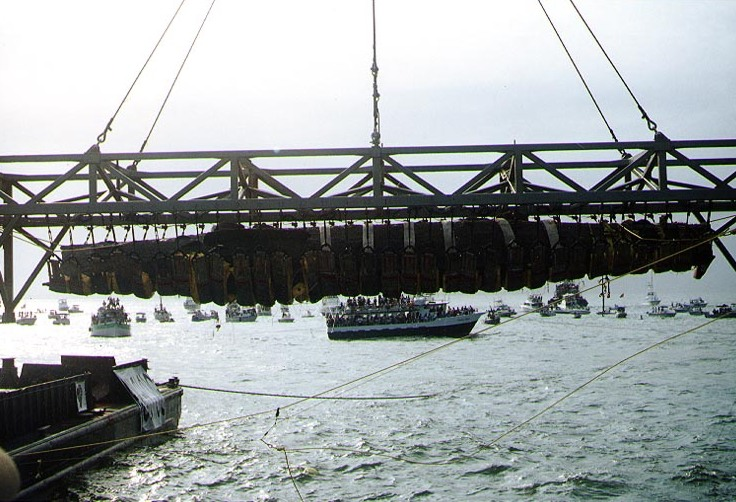
1995: Bergung der CSS Hunley

- 1995: Die CSS Hunley, das erste U-Boot der Welt, das 1864 ein gegnerisches Schiff versenkt hat und dabei selbst verunglückt ist, wird von einem Team um den amerikanischen Schriftsteller Clive Cussler gefunden und daraufhin im Jahr 2000 geborgen.

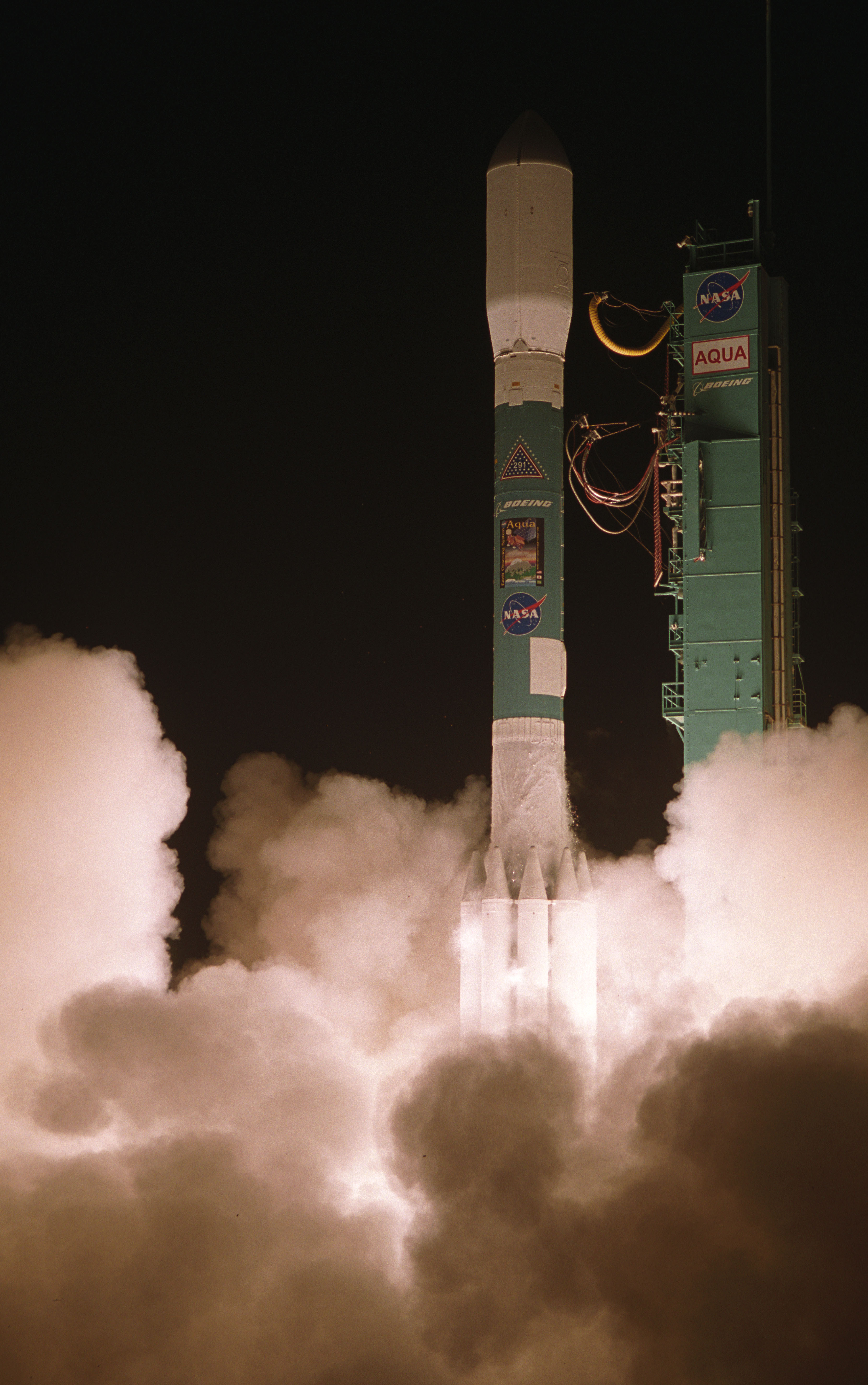
2002: Aqua beim Start

- 2002: Die NASA startet den Forschungssatelliten Aqua, um die Rolle des Wassers im komplexen Ökosystem unserer Erde zu erforschen. Aqua ist der erste Satellit des „A-Train“ aus dem Forschungsprogramm Earth Observing System.

### Kultur
- 1506: Der Buchdrucker Lucantonio Giunta stellt in Venedig auf Pergament eines der frühesten bekannten gedruckten Miniaturbücher her, das Stundenbuch Officium Beatae Mariae Virginis secundum consuetudinem romane curie.

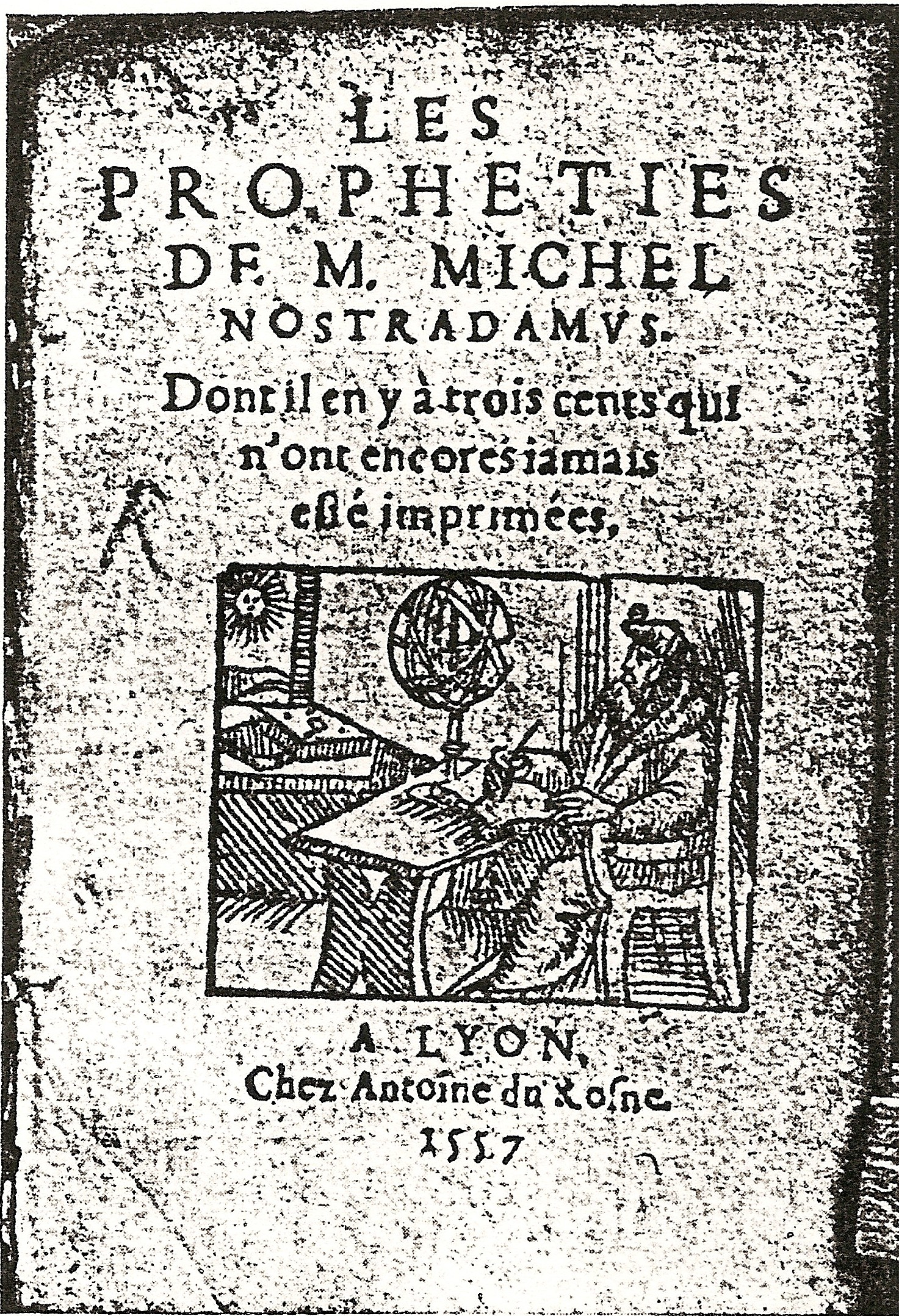
1555: Nostradamus
(Buch Lyon 1557)

- 1555: Die erste Auflage der Les Propheties de M. Michel Nostradamus, den Prophezeiungen des Nostradamus, mit den ersten 353 Versen erscheint.
- 1864: Der in Geldnöten steckende Komponist Richard Wagner lässt sich auf Einladung König Ludwigs II. in München nieder.
- 1891: Literarischer Tod von Sherlock Holmes und Professor Moriarty beim Kampf am Reichenbachfall bei Meiringen (Arthur Conan Doyle: Das letzte Problem).
- 1895: Das musikalische Schauspiel Der Evangelimann von Wilhelm Kienzl, angeregt von einer Erzählung aus Leopold Florian Meissners Buch Aus den Papieren eines Polizeikommissärs, hat seine Uraufführung in Berlin.
- 1895: Das Eisenacher Lutherdenkmal wird feierlich eingeweiht.

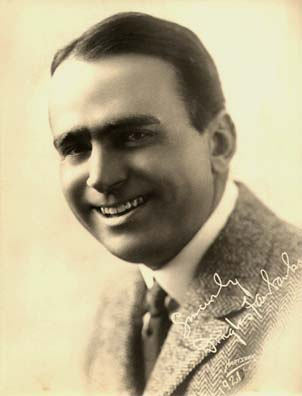
1927: Douglas Fairbanks senior

- 1927: 36 Personen gründen in Hollywood die Academy of Motion Picture Arts and Sciences mit dem Zweck, sich für den Fortschritt im Bereich der Filmwirtschaft einzusetzen. Erster Präsident der gemeinnützigen Vereinigung, die ab 1929 die als „Oscars“ bekannt werdenden Filmpreise vergeben wird, wird Douglas Fairbanks.
- 1948: Am Nourse Little Theatre, Carleton College, Northfield, Minnesota wird Bertolt Brechts Stück Der kaukasische Kreidekreis uraufgeführt.
- 1953: Die Uraufführung der Oper Irmelin von Frederick Delius findet im New Theatre in Oxford statt.
- 1953: In den Universal-Studios von Chicago entstehen mit der Single Baby It’s You / Bounce die ersten Aufnahmen des im April von Vivian Carter und Jimmy Bracken gegründeten Labels Vee-Jay Records.
- 1953: Für seine Erzählung Der alte Mann und das Meer wird Ernest Hemingway mit dem Pulitzer-Preis ausgezeichnet.
- 2010: Bei einer Versteigerung des Auktionshauses Christie’s wird das Bild Akt mit grünen Blättern und Büste von Pablo Picasso bei einem Rekordpreis von 95 Millionen Euro zugeschlagen.
- 2018: Das Komitee für die Vergabe des Literaturnobelpreises an der Schwedischen Akademie teilt in Stockholm mit, es werde in diesem Jahr keinen Preisträger benennen, dieses aber 2019 nachholen. Die Verantwortlichen reagieren damit auf Vorwürfe der sexuellen Belästigung und der Korruption gegen Jean-Claude Arnault, den Ehemann des Akademie-Mitglieds Katarina Frostenson.

### Gesellschaft

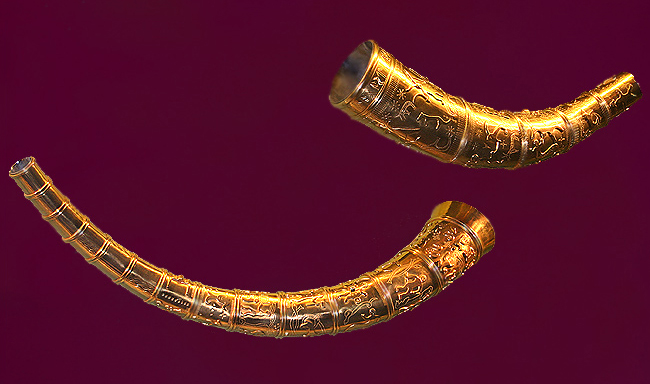
1802: Goldhörner von Gallehus

- 1802: Aus der Königlichen Kunstkammer im dänischen Christiansborg werden die Goldhörner von Gallehus gestohlen. Ein knappes Jahr später gesteht der Goldschmied und Uhrmacher Niels Heidenreich die Tat. Er hat beide Stücke eingeschmolzen.
- 1932: Al Capone wird zur Verbüßung seiner elfjährigen Haftstrafe wegen Steuerhinterziehung ins Bundesgefängnis von Atlanta, Georgia, überstellt, von wo aus er seine Geschäfte weiterführt.
- 1998: In Deutschland wird das Kranzgeld, ein zivilrechtlicher Entschädigungsanspruch von Frauen, im Hinblick auf geänderte Moralvorstellungen nach 98 Jahren abgeschafft.

### Religion
- 0304: Der nach Lorch verbannte römische Christ Florian von Lorch wird nach einem Todesurteil in der Enns ertränkt. Der Märtyrer wird später als Heiliger verehrt.

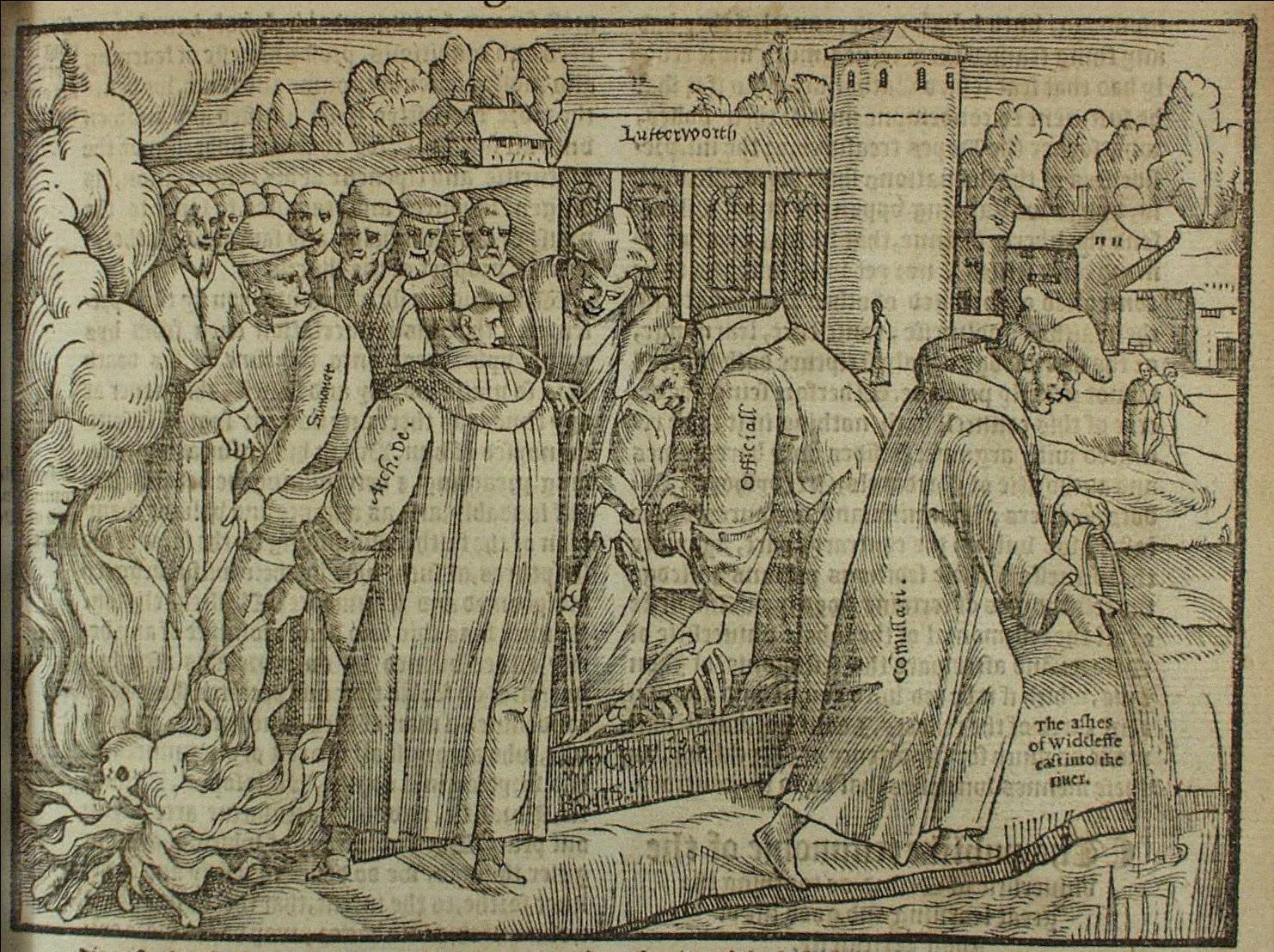
Die Verbrennung von Wyclifs Gebeinen 1428

- 1415: Das Konzil von Konstanz erklärt den 1384 verstorbenen englischen Kirchenreformator John Wyclif zum Ketzer und befiehlt, seine Gebeine zu verbrennen, was im Jahr 1428 geschieht.

### Katastrophen
- 1201: Das erste überlieferte starke Erdbeben in Österreich ereignet sich im Liesertal. Zwei Burgen und einige Kirchen werden von ihm zerstört.
- 1897: Der Bazar de la Charité wird in Paris zerstört, als die Wärmeentwicklung eines Cinématographen in einem Anbau Feuer in brennbarem Material auslöst. 129 Menschen sterben, unter ihnen Prinzessin Sophie in Bayern.
- 1949: Im dichten Nebel kollidiert ein Flugzeug mit einer Stützmauer unterhalb der Basilika von Superga am gleichnamigen Hügel über Turin. Alle mitgereisten Spieler der Mannschaft des AC Turin, mehrere Vereinsfunktionäre, begleitende Journalisten und die gesamte Besatzung kommen beim Flugunfall von Superga ums Leben. Lediglich drei Spieler des Grande Torino überleben, weil sie nicht an der Reise nach Lissabon teilnehmen konnten.
- 1971: Im instabilen Tonboden nahe der kanadischen Gemeinde Saint-Jean-Vianney kommt es zu einem schweren Lawinenunglück, bei dem 31 Menschen sterben. Die Überlebenden siedelten anschließend nach Arvida um. In der Nachwirkung wird das Bewusstsein für den Bau von Wohnsiedlungen auf Tonerden gestärkt.
- 1988: Der Chemieunfall bei PEPCON in der Nähe von Henderson, Nevada, kostet zwei Menschen das Leben, verletzt 372 weitere und verursacht einen Schaden von rund 100 Millionen US-Dollar.

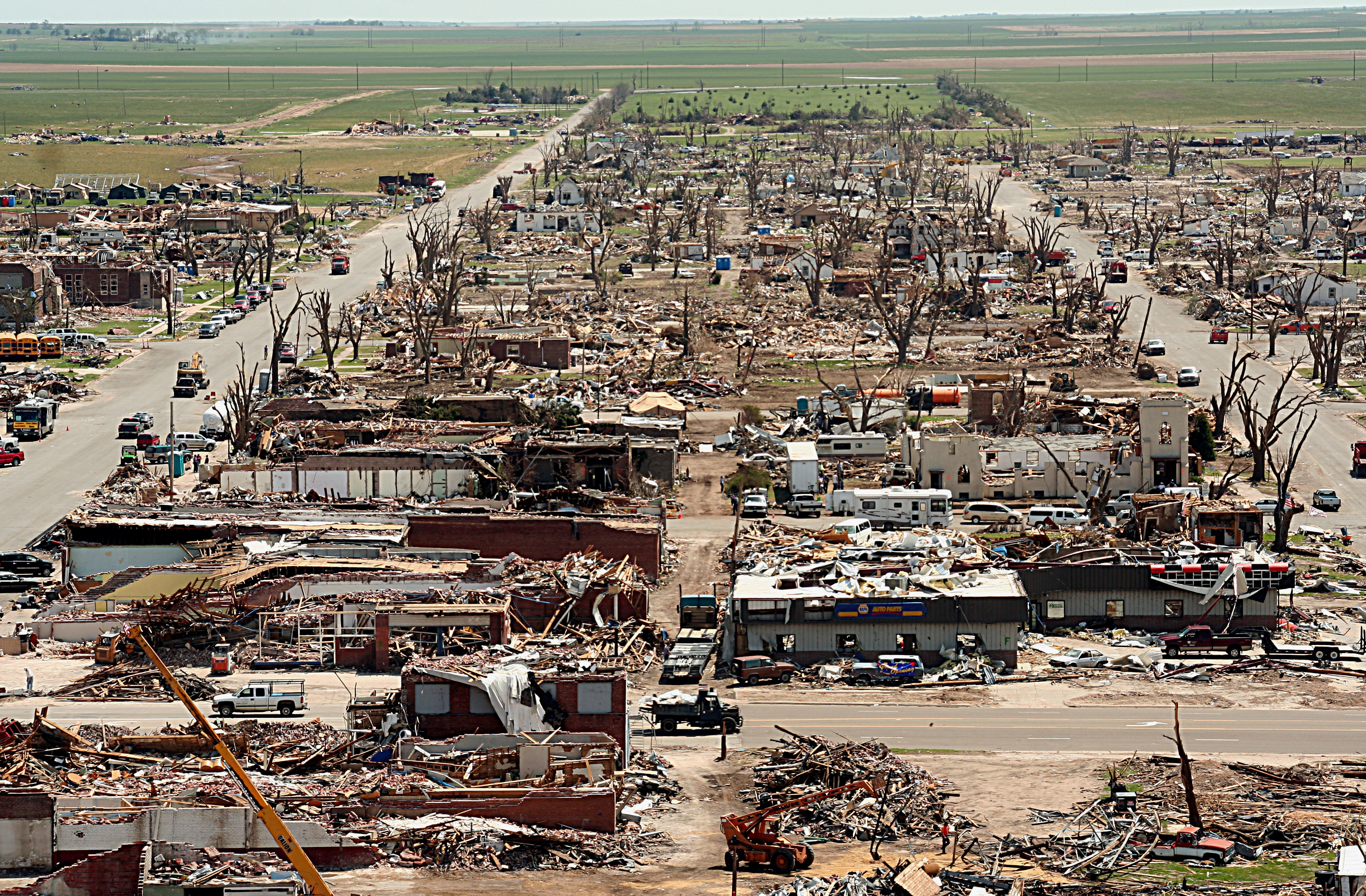
2007: Greensburg nach dem Tornado

- 2007: Ein Tornado der Klasse EF-5 auf der Fujita-Skala zerstört über neunzig Prozent der Stadt Greensburg in Kansas.

Kleinere Unglücksfälle sind in den Unterartikeln von Katastrophe und in der Liste von Katastrophen aufgeführt.

### Sport
- 1780: Das erste Derby im Pferdesport wird im englischen Epsom ausgetragen.
- 1900: 18 Gymnasiasten gründen in Nürnberg den 1. FC Nürnberg als Rugby-Verein.
- 1904: Ein Jahr nach der Eingemeindung des Bergbauortes Schalke in Gelsenkirchen wird dort der Fußballklub Westfalia Schalke, der spätere FC Schalke 04, gegründet.

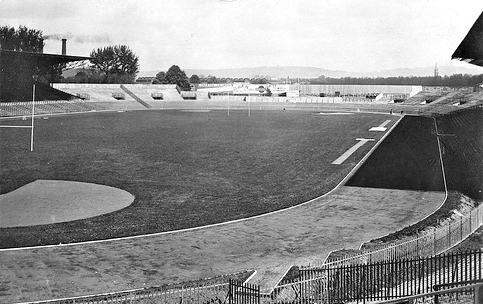
1924: Stade Olympique de Colombes

- 1924: Der französische Staatspräsident Gaston Doumergue eröffnet in Paris die VIII. Olympischen Sommerspiele, die bis zum 27. Juli dauern werden. Die kriegsverlierenden Nationen Bulgarien, Österreich, Türkei und Ungarn sind erstmals wieder bei den Olympischen Spielen dabei, während Deutschland weiterhin ausgeschlossen ist.

Einträge von Leichtathletik-Weltrekorden befinden sich unter der jeweiligen Disziplin unter Leichtathletik.

## Geboren

### Vor dem 18. Jahrhundert
- 1315: John Segrave, 4. Baron Segrave, englischer Adeliger
- 1419: Barbara Fugger, Augsburger Bürgerin und Geschäftsfrau
- 1539: Hans Wolf von Schönberg, kursächsischer Politiker
- 1587: Reinhard Bake, deutscher lutherischer Theologe
- 1603: Heinrich Langenbeck, deutscher Politiker in Diensten mehrerer welfischer Herzöge
- 1622: Juan de Valdés Leal, spanischer Maler und Bildhauer
- 1654: Kangxi, Kaiser von China
- 1655: Bartolomeo Cristofori, italienischer Musikinstrumentenbauer
- 1656: Johann Ludwig I., Fürst von Anhalt-Zerbst-Dornburg
- 1671: Michael I. Esterházy de Galantha, ungarischer Staatsmann
- 1677: Françoise Marie de Bourbon, Herzogin von Chartres und Herzogin von Orléans
- 1678: Nureddin al-Dscherrahi, türkischer Mystiker und Gründer des Dscherrahi-Derwisch-Ordens in Istanbul
- 1679: Johann Georg Mozart, deutscher Buchbinder
- 1688: Gotthard Wilhelm Marcks von Würtemberg, schwedischer Feldmarschall
- 1695: Ami Lullin, Schweizer evangelischer Geistlicher und Hochschullehrer
- 1699: Georg Ludwig Avenarius, thüringischer Jurist und preußischer Resident

### 18. Jahrhundert
- 1705: Justin Gerhard Duising, deutscher Mediziner und Hochschullehrer
- 1710ː Juliane Auguste Henriette von Winterfeldt, deutsche Domina und Äbtissin des evangelischen Damenstifts Kloster Stift zum Heiligengrabe
- 1718: Jean-Philippe de Chéseaux, Schweizer Astronom
- 1720: Friedrich Wilhelm von Oppel, kursächsischer Oberberghauptmann

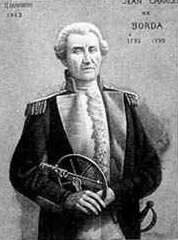
Jean-Charles de Borda (* 1733)

- 1733: Jean-Charles de Borda, französischer Erdvermesser
- 1735: Jacob Baden, dänischer Altphilologe

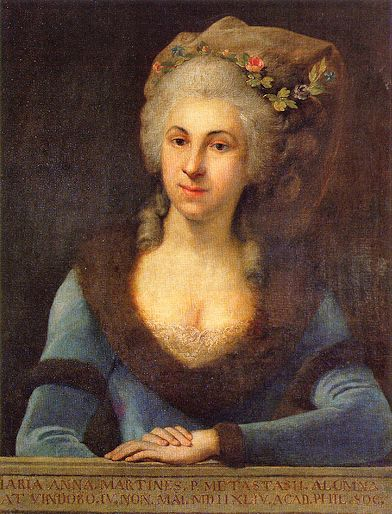
Marianna Martines (* 1744)

- 1744: Marianna von Martines, österreichische Komponistin, Cembalistin und Sängerin
- 1747: Philippe Jean Pelletan, französischer Chirurg
- 1749: Charlotte Turner Smith, englische Schriftstellerin, Dichterin und Übersetzerin französischer Prosa
- 1752: John Brooks, US-amerikanischer Politiker und General, Gouverneur von Massachusetts
- 1757: Benjamin Ferdinand Herrmann, deutscher Geistlicher
- 1762: Johann Heinrich Abicht, deutscher Philosoph
- 1766: Henriette-Félicité Tassaert, deutsch-französische Pastell-Malerin und Schabkünstlerin
- 1772: Friedrich Arnold Brockhaus, deutscher Verleger
- 1776: Johann Friedrich Herbart, deutscher Philosoph und Pädagoge

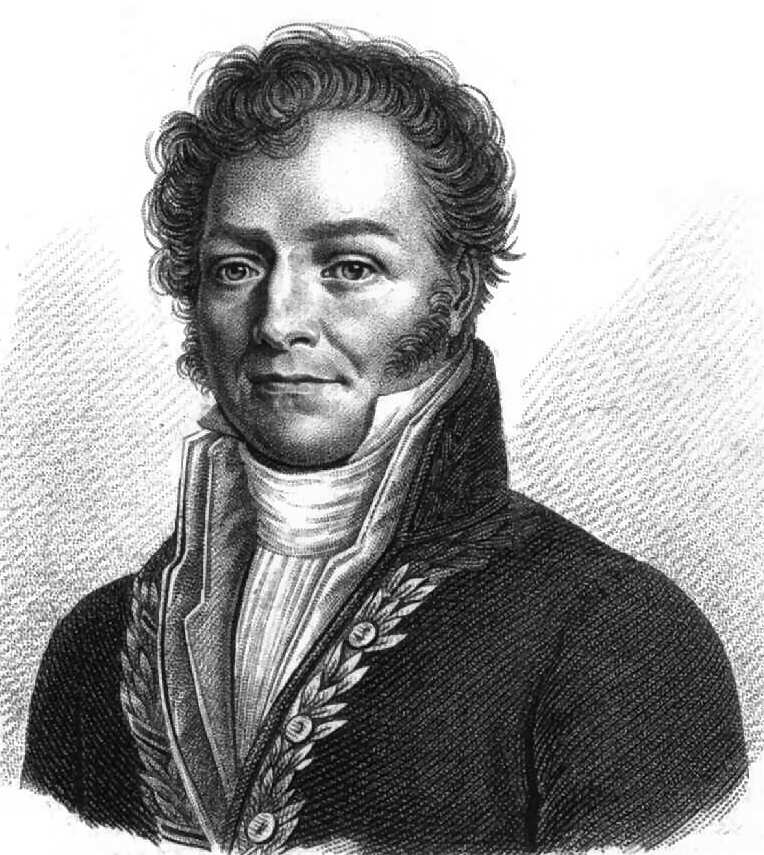
Louis Jacques Thénard (* 1777)

- 1777: Louis Jacques Thénard, französischer Chemiker
- 1779: John Adam, britischer Beamter, interimistischer Generalgouverneur von Fort William
- 1783: Joseph Wanton Morrison, britischer General
- 1791: Sebastian Scharnagel, deutscher Maler
- 1794: Heinrich Boie, deutscher Zoologe
- 1796: William Hickling Prescott, US-amerikanischer Historiker
- 1800: Eduard Wunder, deutscher Philologe und Pädagoge

### 19. Jahrhundert

#### 1801–1850
- 1801: Rudolf Hiller von Gaertringen, deutscher Gutsbesitzer und Politiker
- 1801: Peter Joseph Mülhens, deutscher Unternehmer
- 1801: Johann Ferdinand August Schröner, deutscher Jurist
- 1801: Ezra Stiles Gannett, US-amerikanischer Pfarrer und Theologe
- 1801: George W. Towns, US-amerikanischer Politiker
- 1802: Franz Florian Goebel, österreichischer Unternehmer und Politiker
- 1803: August Lucas, deutscher Grafiker und Landschaftsmaler
- 1803: Johann Jakob Rychner, Schweizer Veterinär
- 1804: Friedrich von Werthern, preußischer Verwaltungsbeamter und Sachsen-Meininger Politiker
- 1804: Alexander Wassiljewitsch Wiskowatow, russischer Militärhistoriker
- 1805: Botho zu Stolberg-Wernigerode, deutscher Historiker und Burgenforscher
- 1806: Enrico Ceruti, italienischer Geigenbauer
- 1806: William Fothergill Cooke, britischer Erfinder, Mitentwickler der elektrischen Telegrafie
- 1806: Albert von Gladis, deutscher Richter und Politiker
- 1806: Friedrich Wilhelm von Kawaczynski, deutscher Sänger, Theaterschauspieler, Bibliothekar und Schriftsteller
- 1806: Carl Mühry, deutscher Mediziner, Balneologe und Fachautor
- 1806: Fujita Tōko, japanischer Denker und eine der zentralen Figuren der Tempō-Reformen
- 1807: Friedrich Hundt, deutscher Fotograf
- 1807: Friedrich Knolle, deutscher Kupferstecher
- 1808: Agustín Fernando Muñoz y Sánchez, morganatischer Ehemann von Maria Christina von Neapel-Sizilien, Königinmutter und Regentin von Spanien
- 1809: John Morphett, australischer Politiker
- 1810: Alexandre Colonna-Walewski, außerehelicher Sohn Napoleons, französischer Politiker und Diplomat
- 1810: Michael Walsh, irisch-US-amerikanischer Politiker
- 1811: Heinrich Heerwagen, deutscher Pädagoge und Lokalhistoriker
- 1813: Johann Florian Heller, österreichischer Arzt und Chemiker
- 1815: Franz Adam, deutscher Schlachten- und Pferdemaler
- 1815: Delina Filkins, US-amerikanische Supercentenarian
- 1817: Florian Ceynowa, deutsch-polnischer Landwirt, Schriftsteller, praktizierte unerlaubterweise als Arzt
- 1819: Jean-Baptiste Campenon, französischer General, Minister
- 1820: Joannis Ferrouillat, französischer Politiker
- 1820: Julia Tyler, US-amerikanische First Lady, zweite Gattin von Präsident John Tyler
- 1825: Thomas Henry Huxley, britischer Biologe, Bildungsorganisator und Hauptvertreter des Agnostizismus

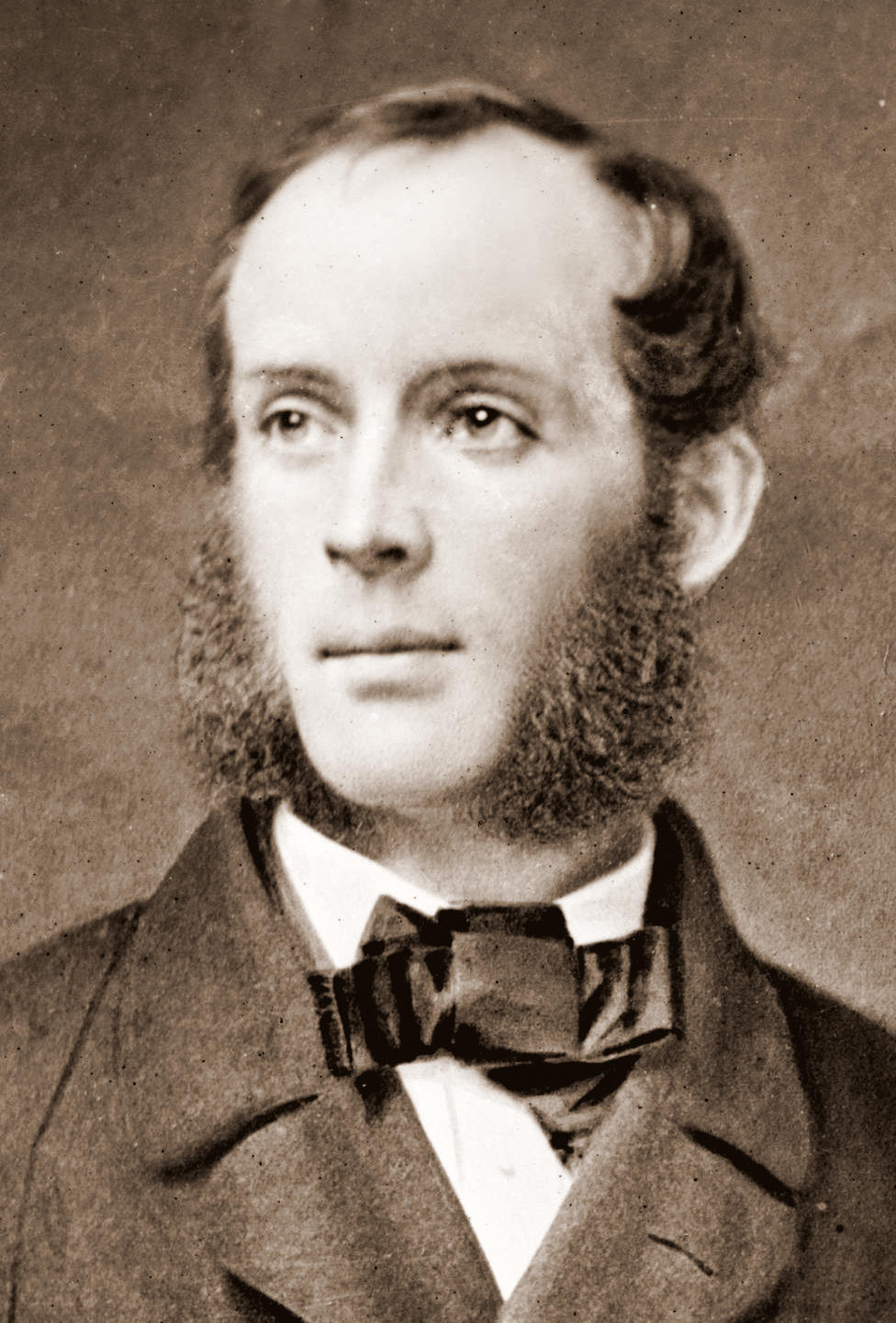
Frederic Edwin Church (* 1826)

- 1826: Frederic Edwin Church, US-amerikanischer Landschaftsmaler
- 1826: Augustus Le Plongeon, britischer Photograph und Hobby-Archäologe
- 1829: Julius Frühauf, deutscher Professor, MdR
- 1830: James Henry Mapleson, englischer Opernimpresario

Franziska Puricelli (* 1830)

- 1830: Franziska Puricelli, deutsche Stifterin
- 1830: Jules Arnous de Rivière, französischer Schachspieler
- 1842: Philipp von Nathusius, deutscher Chefredakteur und Politiker, MdR
- 1843: Bianka Blume, deutsche Opernsängerin (Sopran)
- 1843: Eugène Revillout, französischer Ägyptologe
- 1845: William Kingdon Clifford, britischer Philosoph und Mathematiker
- 1845: Louis Henry Davies, kanadischer Jurist und Politiker, Premierminister von Prince Edward Island, Minister, Richter am Obersten Gerichtshof
- 1846: Émile Gallé, französischer Kunsthandwerker und Designer
- 1846: Louise Koppe, französische Feministin und Gründerin der Maisons maternelles
- 1847: Francesco Uetam, spanischer Opernsänger (Bass)
- 1850: Emanuel Schiffers, russischer Schachspieler

#### 1851–1900
- 1851: Clément Broutin, französischer Komponist
- 1852: Anna Karbe, märkische Lieder- und Heimatdichterin
- 1852: Alice Liddell, britische Vorlage für die Heldin in Alice im Wunderland
- 1854: Władysław Floriański, polnischer Sänger und Opernregisseur
- 1856: Adolf Fischer, österreichischer Kunstsammler und Stifter in Köln
- 1856: Mahlon Morris Garland, US-amerikanischer Politiker
- 1859: Albert Grühn, deutsch-baltischer Theologe und evangelischer Märtyrer
- 1860: Hans Groß, deutscher Ballonfahrer und Luftschiffkonstrukteur

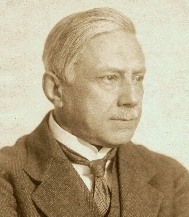
Emil Nikolaus von Reznicek (* 1860)

- 1860: Emil Nikolaus von Reznicek, österreichischer Komponist
- 1863: Charles S. Deneen, US-amerikanischer Politiker
- 1870: Hermann Böse, Musiklehrer, Dirigent und Widerstandskämpfer gegen den Nationalsozialismus
- 1871: Salomo Friedlaender, deutscher Philosoph und Schriftsteller der literarischen Avantgarde
- 1871: Elzéar Hamel, kanadischer Schauspieler
- 1872: Alexander Mitchell Palmer, US-amerikanischer Anwalt und Politiker
- 1873: Omer Letorey, französischer Komponist und Organist
- 1873: Julius Seyler, deutscher Maler und Sportler
- 1874: Bernhard Hoetger, deutscher Bildhauer, Maler und Kunsthandwerker
- 1875: John J. Blaine, US-amerikanischer Politiker
- 1879: Werner Boy, deutscher Mathematiker und Entdecker
- 1879: Leonid Isaakowitsch Mandelstam, russischer Physiker
- 1880: Bruno Taut, deutscher Architekt

Alexander Kerenski (* 1881)

- 1881: Alexander Fjodorowitsch Kerenski, russischer Politiker
- 1882: Karel Domin, tschechischer Botaniker
- 1882: Wilhelm Lehmann, deutscher Schriftsteller
- 1883: Jan Olieslagers, belgischer Pilot
- 1883: Wang Jingwei, chinesischer Politiker
- 1885: Paul Barnickel, deutscher Rechtsanwalt
- 1887: Hugo Eberlein, deutscher Politiker
- 1889: Francis Spellman, US-amerikanischer Geistlicher, Erzbischof von New York
- 1889: Richard Seewald, deutscher Maler und Schriftsteller
- 1890: Arthur Kolnik, galizisch-jüdischer Illustrator und Maler
- 1891: Frederick Jacobi, US-amerikanischer Komponist
- 1891: Petko Petkow, bulgarischer Politiker
- 1891: Curt Protze, deutscher Kapellmeister, Organist und Komponist
- 1892ː Suzanne Lalique-Haviland, französische Malerin, Designerin und Kostümbildnerin
- 1892: Hans Leistikow, deutscher Grafiker
- 1893: Johannes Hagge, deutscher Politiker
- 1895: Lore Feldberg-Eber, deutsche Malerin
- 1895: Cornelius Van Til, niederländischer Theologe
- 1896: Werner Kraft, deutscher Bibliothekar, Literaturwissenschaftler und Schriftsteller
- 1896: Betty Mitchell, kanadische Theaterleiterin und Regisseurin
- 1896: Erich Schmid, österreichischer Physiker
- 1897: Georg Ackermann, deutscher Politiker
- 1897: Fritz Stricker, deutscher Politiker
- 1899: Fritz von Opel, deutscher Industrieller, Raketenpionier und Motorsportler
- 1900: Antun Augustinčić, jugoslawischer Bildhauer

### 20. Jahrhundert

#### 1901–1925
- 1901: Massimo Ballestrero, italienischer Ruderer
- 1901: Václav Bláha, tschechischer Trompeter und Komponist von Unterhaltungsmusik
- 1901: Tominaga Tarō, japanischer Schriftsteller
- 1903: Luther Adler, US-amerikanischer Film- und Theaterschauspieler
- 1904: Antonio Buenaventura, philippinischer Komponist
- 1904: Josef Pieper, deutscher Philosoph
- 1905: Al Dexter, US-amerikanischer Country-Musiker
- 1905: Mátyás Seiber, angloungarischer Komponist
- 1906: Leopold Arnsperger, deutscher Kaufmann

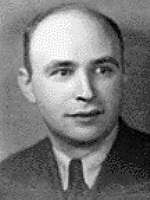
Gustav Bergmann (* 1906)

- 1906: Gustav Bergmann, österreichischer Wissenschaftstheoretiker
- 1907: Petar Graf Orssich, österreichischer Automobilrennfahrer und Adeliger
- 1908: Bernhard Winkelheide, deutscher Politiker, MdB
- 1908: Wolrad Eberle, deutscher Leichtathlet, Olympiamedaillengewinner
- 1909: Howard Da Silva, US-amerikanischer Film- und Theaterschauspieler
- 1910: Matthias Volz, deutscher Geräteturner
- 1910: Augustin Farah, libanesischer Erzbischof
- 1911: Walter Adamson, deutsch-australischer Schriftsteller
- 1911: Nicole Vedrès, französische Schriftstellerin, Filmregisseurin und -theoretikerin
- 1911: Hans Wittich, deutscher Mathematiker
- 1913: Pericle Fazzini, italienischer Bildhauer
- 1913: Ibram Lassaw, US-amerikanischer Bildhauer und Maler
- 1913: Agnelo Rossi, Erzbischof von São Paulo und Kardinal
- 1915: Keith Birlem, US-amerikanischer American-Football-Spieler und Soldat
- 1916: Werner Loeckle, deutscher Ruderer und Mediziner
- 1918: Estrongo Nachama, Oberkantor der jüdischen Gemeinde zu Berlin
- 1918: Tanaka Kakuei, japanischer Politiker, Premierminister
- 1919: Frieda Adam, Gerechte unter den Völkern
- 1919: Carla Henius, deutsche Mezzosopranistin
- 1919: Mary Ann McCall, US-amerikanische Jazzsängerin
- 1920: Hermann Schreiber, österreichischer Schriftsteller und Historiker

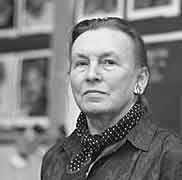
Elizabeth Shaw (* 1920)

- 1920: Elizabeth Shaw, irische Künstlerin
- 1921: Mircea Basarab, rumänischer Dirigent, Komponist und Hochschullehrer
- 1921: Edo Murtić, kroatischer Maler
- 1921: Werner Schumacher, deutscher Schauspieler
- 1922: Alex Randolph, US-amerikanisch-italienischer Spieleerfinder
- 1922: John Paul Hammerschmidt, US-amerikanischer Politiker
- 1923: Peter Adler, deutscher Schriftsteller
- 1923: Karel Berka, tschechischer Philosoph
- 1923: Carlo Giustini, italienischer Schauspieler
- 1923: Godfrey Quigley, irischer Schauspieler und Theaterregisseur
- 1923: Guy Warren, ghanaischer Jazzmusiker
- 1924: Uwe Faerber, deutscher Musikwissenschaftler
- 1924: Otto Grünmandl, österreichischer Kabarettist und Schriftsteller
- 1924: Tatjana Nikolajewa, russische Pianistin und Komponistin
- 1925: Jenő Buzánszky, ungarischer Fußballspieler
- 1925: Heinz Eckner, deutscher Schauspieler
- 1925: Luís Herrera Campíns, Präsident von Venezuela
- 1925ː Marie Kabrhelová, tschechoslowakische Parteifunktionärin
- 1925: Inge Sedlmaier, deutsche Turnerin

#### 1926–1950
- 1926: Geta Brătescu, rumänische Künstlerin
- 1926: Karl Engelhard, deutscher Professor für Geographie und Didaktik an der Westfälische Wilhelms-Universität Münster
- 1926: Umberto Masetti, italienischer Motorradrennfahrer
- 1926: Gerlind Reinshagen, deutsche Schriftstellerin
- 1927: Peter Bachér, deutscher Journalist und Autor

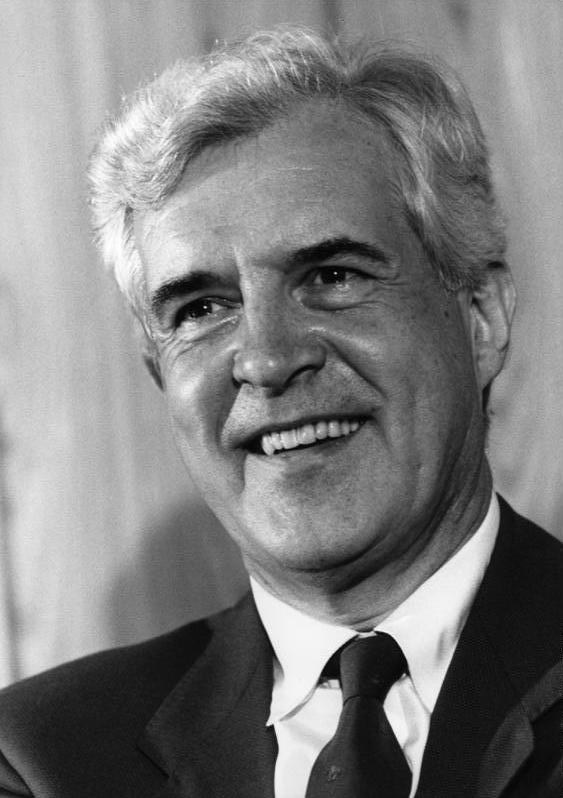
Peter Boenisch (* 1927)

- 1927: Peter Boenisch, deutscher Journalist, Chefredakteur und Herausgeber, Regierungssprecher
- 1927: Trude Herr, Schauspielerin, Schlagersängerin und Theaterdirektorin
- 1927: Jacques Lanzmann, französischer Schriftsteller und Journalist
- 1927: Terry Scott, britischer Schauspieler und Komiker
- 1928: Maynard Ferguson, kanadischer Jazz-Trompeter und Flügelhornist
- 1928: Renée Franke, deutsche Schlagersängerin
- 1928: Günter Gerlach, deutscher Kirchenmusiker, Schulmusiker und Komponist
- 1928: Lars Gullin, schwedischer Jazzmusiker
- 1928: Margaret Kohn, US-amerikanische Pianistin und Musikpädagogin
- 1928: Husni Mubarak, Staatspräsident von Ägypten
- 1928: Wolfgang Graf Berghe von Trips, deutscher Autorennfahrer
- 1929: Dominic Kodwo Andoh, ghanaischer Erzbischof
- 1929: Ásgeir Eyjólfsson, isländischer Skirennläufer

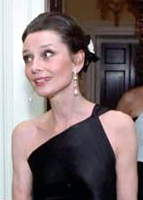
Audrey Hepburn (* 1929)

- 1929: Audrey Hepburn, britisch-niederländische Schauspielerin
- 1929: Eric Wright, kanadischer Schriftsteller und Hochschullehrer
- 1931: Arno Klönne, deutscher Soziologe und Politikwissenschaftler
- 1931: Gennadi Nikolajewitsch Roschdestwenski, russischer Dirigent
- 1932: Fausto Razzi, italienischer Komponist
- 1933: Fritz Lampert, deutscher Arzt und Krebsforscher
- 1935: Reshat Bardhi, albanischer Theologe
- 1935: Rüdiger Nehberg, deutscher Menschenrechtsaktivist und Überlebenskünstler
- 1935: Christel Pappe, deutsche Politikerin und Mitglied des Staatsrates der DDR
- 1935: Luandino Vieira, angolanischer Schriftsteller
- 1936: Eleanor Coppola, US-amerikanische Filmproduzentin
- 1937: Ron Carter, US-amerikanischer Jazz-Bassist
- 1937: Dick Dale, US-amerikanischer Musiker, Pionier der Surfmusik
- 1939: Renate Apitz, deutsche Schriftstellerin
- 1939: Paul Gleason, US-amerikanischer Schauspieler
- 1939: Yaqui Núñez del Risco, dominikanischer Journalist, Fernsehmoderator und -produzent

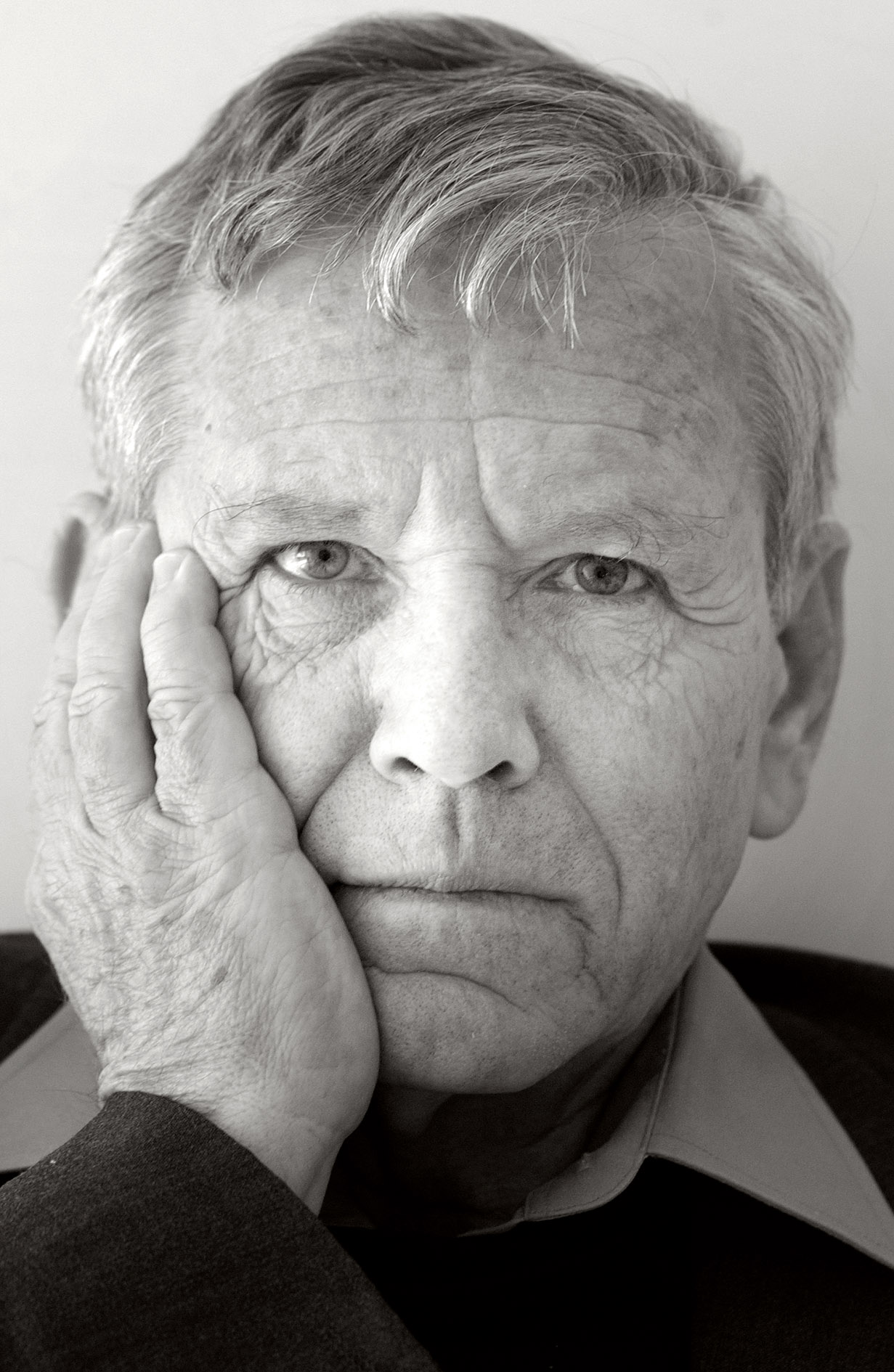
Amos Oz (* 1939)

- 1939: Amos Oz, israelischer Schriftsteller
- 1939: Rolf Schips, deutscher Fußballspieler
- 1939: Helga Heinrich-Steudel, deutsche Rennfahrerin
- 1940: José Luis Astigarraga Lizarralde, spanischer Ordensgeistlicher
- 1940: Peter Gregg, US-amerikanischer Autorennfahrer
- 1941: David LaFlamme, US-amerikanischer Musiker
- 1941: Kay Nehm, deutscher Jurist und Generalbundesanwalt
- 1941: Volker Rittberger, deutscher Professor der Politikwissenschaften
- 1941: Joachim Wanke, deutscher Bischof
- 1942: Nickolas Ashford, US-amerikanischer Songwriter und Produzent
- 1942: Judith McKenzie, US-amerikanische Geologin
- 1943: Nasar Albarjan, sowjetischer Ringer
- 1943: Georgi Asparuchow, bulgarischer Fußballspieler

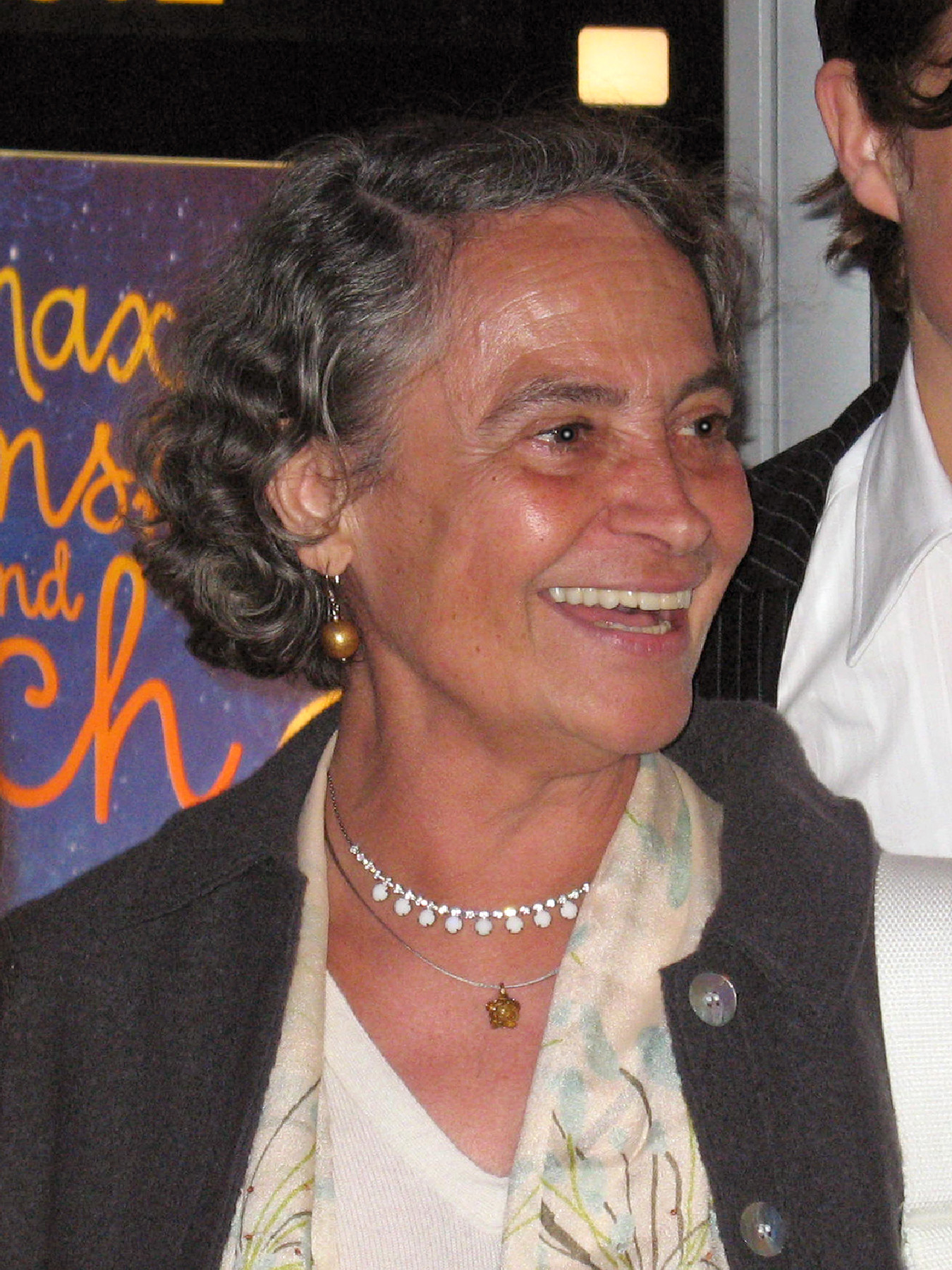
Monica Bleibtreu (* 1944)

- 1944: Monica Bleibtreu, österreichische Schauspielerin
- 1944: Gabriela Moyseowicz, polnische Komponistin und Pianistin,
- 1944: Russi Taylor, US-amerikanische Synchronsprecherin
- 1944: Edmund Wnuk-Lipiński, polnisch-kaschubischer Soziologe und Science-Fiction-Autor
- 1944: Lothar Zechlin, deutscher Staatsrechtler und Rektor
- 1945: Richard Albrecht, deutscher Sozialwissenschaftler und Autor
- 1945: Issam John Darwich, syrischer Geistlicher, Bischof der Eparchie Sydney
- 1945: Michael Jürgs, deutscher Autor
- 1945: Jan Mulder, niederländischer Fußballspieler, Autor und Fernsehkommentator
- 1946: John Barnard, britischer Ingenieur und Entwickler von Rennwagen und Motorrädern
- 1946: Franz Biedermann, Liechtensteiner Zehnkämpfer
- 1946: John Watson, irischer Formel-1-Rennfahrer
- 1948: Peter Botschwina, deutscher Professor für Theoretische Chemie
- 1948: Richard B. Hays, US-amerikanischer Theologe
- 1948: Hurley Haywood, US-amerikanischer Autorennfahrer
- 1948: Walter Tresch, Schweizer Skirennläufer
- 1948: George Tupou V., König von Tonga
- 1948: Rolf Verres, deutscher Arzt
- 1949: Norbert Atzler, deutscher Politiker
- 1949: Hartwig Kalverkämper, deutscher Linguist und Hochschullehrer
- 1949: Pekka Päivärinta, finnischer Leichtathlet
- 1949: Graham Swift, britischer Schriftsteller
- 1950: Julien Sanchez, französischer Autorennfahrer

#### 1951–1975
- 1951: Rolf de Heer, australischer Regisseur, Drehbuchautor und Filmproduzent
- 1951: Jackie Jackson, US-amerikanischer Musiker und Sänger

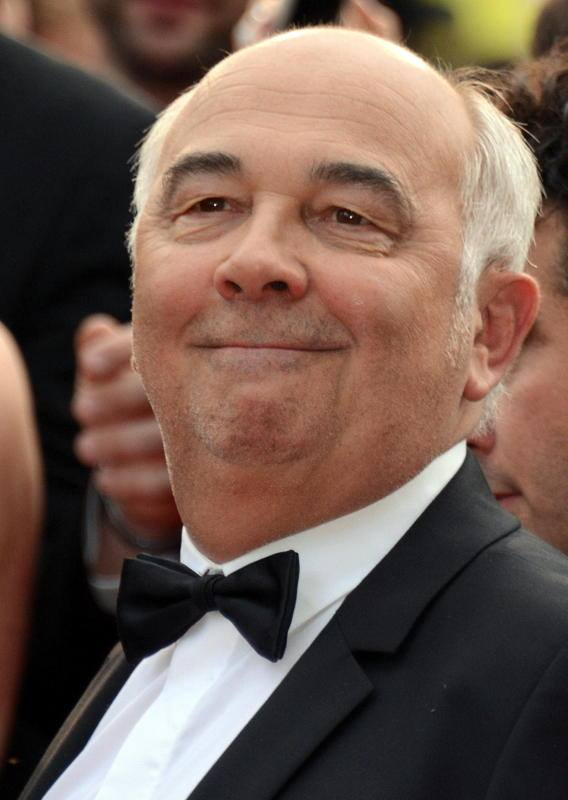
Gérard Jugnot (* 1951)

- 1951: Gérard Jugnot, französischer Schauspieler, Regisseur und Drehbuchautor
- 1951: Mick Mars, US-amerikanischer Gitarrist (Mötley Crüe)
- 1951: Hans-Jörg Pfister, Schweizer Fußballspieler
- 1951: Heinz Wirthensohn, Schweizer Schachspieler
- 1952: Johann Affenzeller, österreichischer Politiker
- 1952: Günter Aumann, deutscher Mathematiker
- 1952: Antony Hamilton, britischer Filmschauspieler
- 1952: Bärbel Höhn, deutsche Politikerin, MdL, Landesministerin und MdB
- 1952: This Jenny, Schweizer Politiker und Unternehmer
- 1952: Vera Lengsfeld, deutsche Politikerin
- 1952: Jacob Miller, jamaikanischer Reggaesänger
- 1953: Dangutė Ambrasienė, litauische Juristin, Richterin am Litauischen Obersten Gericht und Professorin
- 1953: Oleta Adams, US-amerikanische Sängerin und Pianistin
- 1953: Constanze Roeder, deutsche Schauspielerin
- 1954: Ricky Ford, US-amerikanischer Jazz-Saxophonist
- 1954: Pia Zadora, US-amerikanische Sängerin
- 1955: Mircea Tiberian, rumänischer Jazzpianist
- 1956: David Guterson, Schriftsteller und Journalist

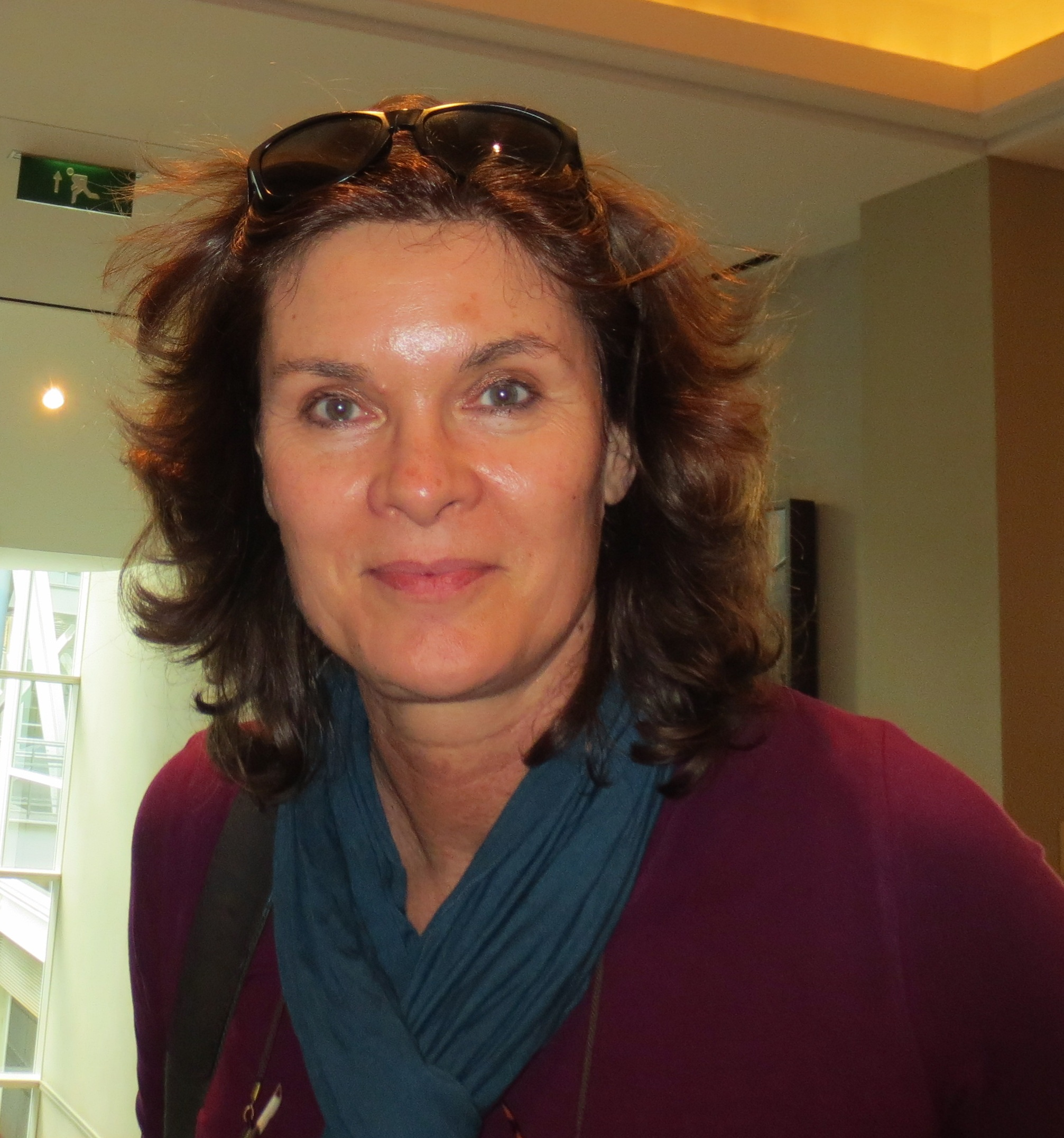
Ulrike Nasse-Meyfarth (* 1956)

- 1956: Ulrike Nasse-Meyfarth, deutsche Hochspringerin, Olympiasiegerin
- 1957: Peter Koch, deutscher Radrennfahrer
- 1958: Keith Haring, US-amerikanischer Künstler
- 1959: Maurizio Cheli, italienischer Luftwaffenoffizier und Astronaut
- 1959: Udo Hemmelgarn, deutscher Politiker
- 1959: Inger Nilsson, schwedische Schauspielerin
- 1959: Randy Travis, US-amerikanischer Country-Sänger und Songwriter
- 1960: Werner Faymann, österreichischer Politiker, Bundeskanzler
- 1960: Werner Fritsch, deutscher Schriftsteller, Dokumentarfilmer und Theaterschaffender
- 1960: Raphaëla le Gouvello, französische Windsurferin
- 1960: Kate Saunders, britische Schriftstellerin, Schauspielerin und Journalistin
- 1961: Peter Bengtson, schwedischer Komponist und Organist
- 1961: Luis Herrera, kolumbianischer Radrennfahrer
- 1962: Marit Arnstad, norwegische Politikerin
- 1963: Martin Schwalb, deutscher Handballspieler und -trainer
- 1964: Konrad Antoni, österreichischer Politiker
- 1964: Mónica Bardem, spanische Schauspielerin
- 1964: Silvia Costa, kubanische Hochspringerin
- 1964: Gary Holt, US-amerikanischer Gitarrist und Musikproduzent
- 1964: Muharrem İnce, türkischer Politiker, Buchautor und Lehrer
- 1964: Terje Isungset, norwegischer Jazzperkussionist
- 1964: Alex John, deutsch-britischer bildender Künstler
- 1964: Andreas Kaiser, deutscher Fußballspieler

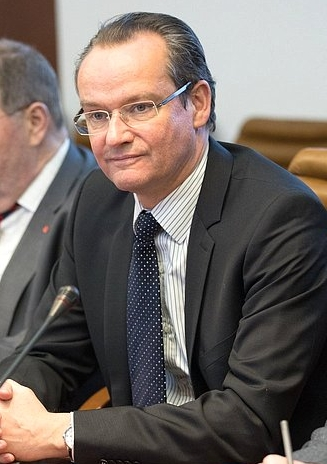
Gunther Krichbaum (* 1964)

- 1964: Gunther Krichbaum, deutscher Wirtschaftsjurist und Politiker
- 1964: Stefan August Lütgenau, deutscher Historiker
- 1964: Ralf Nestmeyer, deutscher Reisejournalist, Historiker und Schriftsteller
- 1964: Goran Prpić, kroatischer Tennisspieler und -trainer
- 1964: Peter Roes, belgischer Radrennfahrer
- 1964: Rocco Siffredi, italienischer Schauspieler, Produzent und Regisseur
- 1964: Ibrahim Mohamed Solih, maledivischer Politiker
- 1964: Jürgen Stegmann, deutscher Schauspieler und Regisseur
- 1964: Christian Strasser, österreichischer Journalist und Buchautor
- 1964: Robin Paul Weijers, niederländischer Fernsehproduzent
- 1965: Peter Felten, deutscher Diplomat
- 1966: Dirk Becker, deutscher Politiker
- 1966: Doris Eisenburger, deutsche Kinderbuchillustratorin
- 1966: Peter Jaks, Schweizer Eishockeyspieler
- 1966: Oliver Kirchner, deutscher Politiker
- 1966: Harald Tom Nesvik, norwegischer Politiker
- 1967: Ana Gasteyer, US-amerikanische Schauspielerin und Komikerin
- 1967: Michael Kauch, deutscher Politiker, MdB
- 1967: Dominikus Schwaderlapp, Generalvikar des Erzbistums Köln und Domkapitular
- 1967: Bion Tsang, US-amerikanischer Cellist
- 1967: Haydar Zorlu, deutscher Schauspieler
- 1968: Olaf Bodden, deutscher Fußballspieler
- 1968: Francesca Bortolozzi, italienische Fechterin
- 1968: Jan Holpert, deutscher Handballtorwart
- 1968: Patrick Rohr, Schweizer Fernsehmoderator und Journalist
- 1968: Shulamit Goldstein, israelische Rhythmische Sportgymnastin
- 1970: Gregg Alexander, Künstlername Alex Ander, US-amerikanischer Musiker, Songwriter und Produzent
- 1970: Karla Homolka, kanadische Serienmörderin

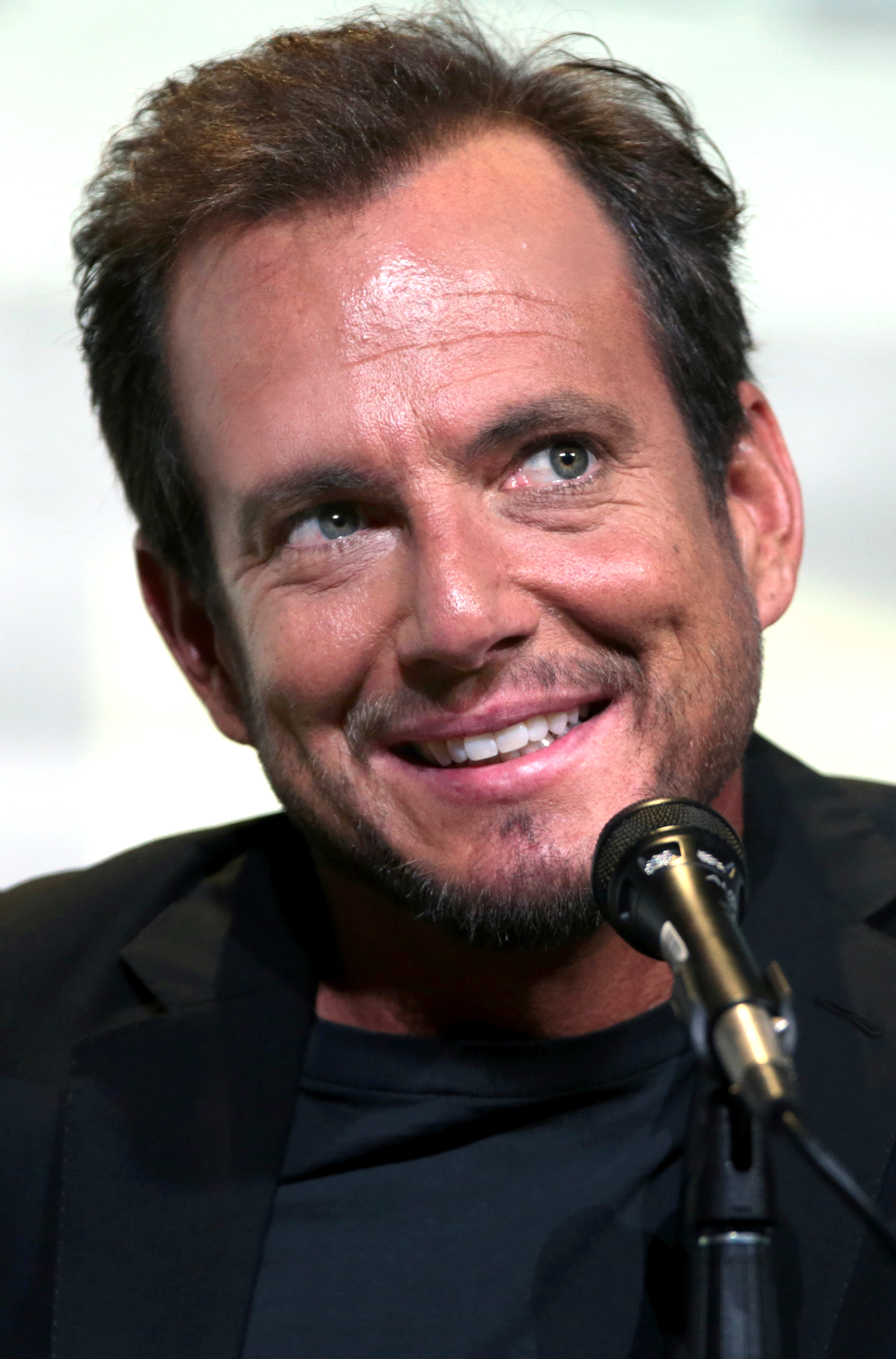
Will Arnett (* 1970)

- 1970: Will Arnett, kanadischer Schauspieler
- 1971: Fabien Bertrand, französischer Freestyle-Skier
- 1971: Aleksandar Jovanovic, deutscher Filmschauspieler
- 1971: Florian Illies, deutscher Journalist und Buchautor
- 1971: Olia Lialina, russische Autorin
- 1972: Mike Dirnt, US-amerikanischer Bassist (Green Day)
- 1973: Malin Andersson, schwedische Fußballspielerin und -trainerin
- 1973: Katrin Apel, deutsche Biathletin
- 1973: Aslanbek Fidarow, ukrainischer Ringer
- 1973: Gunther Schepens, belgischer Fußballspieler
- 1975: Jim Ronny Andersen, norwegischer Badmintonspieler
- 1975: Louise Hansen, dänische Fußballspielerin
- 1975: Jang Hun, südkoreanischer Regisseur und Drehbuchautor
- 1975: Alexander Wichert, deutscher Schriftsteller

#### 1976–2000
- 1976: Simon Jentzsch, deutscher Fußballspieler

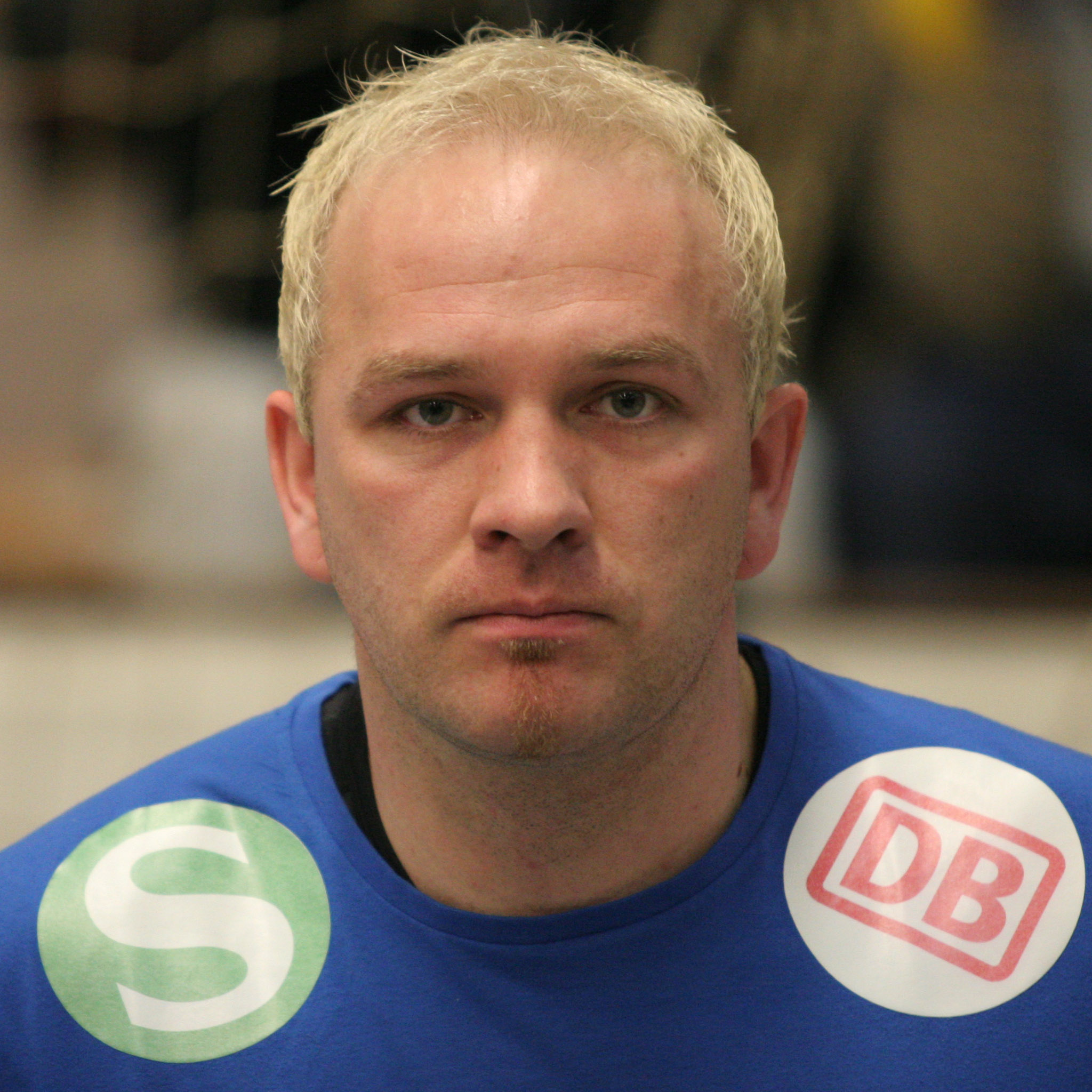
Mariusz Jurasik (* 1976)

- 1976: Mariusz Jurasik, polnischer Handballspieler und -trainer
- 1977: Sascha Nathan, deutscher Schauspieler
- 1977: Mariano Pernía, argentinisch-spanischer Fußballspieler
- 1978: Igor Bišćan, kroatischer Fußballspieler und -trainer
- 1978: Sigrid Friedmann, österreichische Video- und Installationskünstlerin
- 1978: Luke Laird, US-amerikanischer Songwriter und Musikproduzent
- 1979: Meike Anlauff, deutsche Rock- und Popsängerin
- 1979: Danny Byrd, britischer DJ
- 1979: Toby Dawson, US-amerikanischer Freestyle-Skier
- 1979: Mieze Katz, deutsche Sängerin
- 1979: Mathias Rieck, deutscher Segler
- 1979: Christoph Wenzel, deutscher Schriftsteller und Herausgeber
- 1980: Fiona Hefti, Miss Schweiz 2004
- 1980: Franziska Weisz, österreichische Schauspielerin
- 1981: Éric Djemba-Djemba, kamerunischer Fußballspieler
- 1981: Benjamin Schüßler, deutscher Fußballspieler
- 1982: Miriam Audrey Hannah, deutsch-kanadische Musikerin

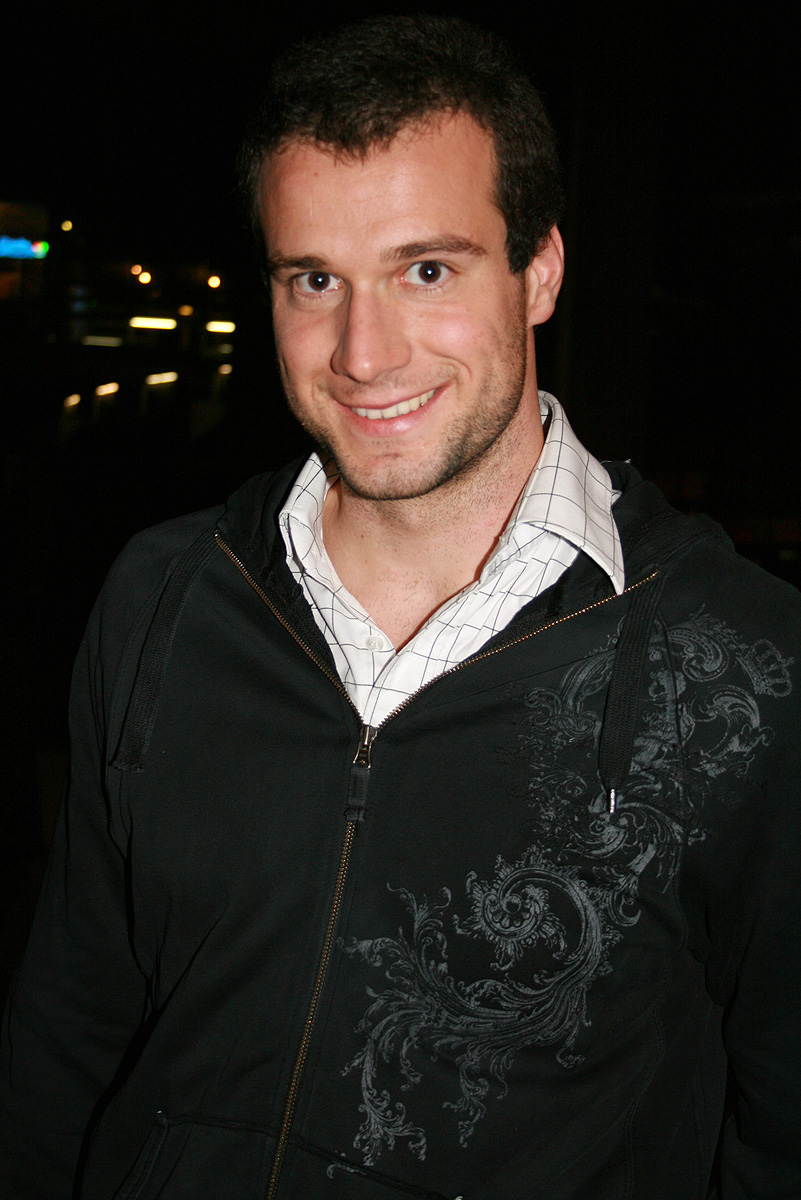
Markus Rogan (* 1982)

- 1982: Markus Rogan, österreichischer Schwimmer
- 1983: Mariona Aubert Torrents, spanische Biathletin und Skilangläuferin
- 1983: Carlos Grossmüller, uruguayischer Fußballspieler
- 1983: Ane Halsboe-Jørgensen, dänische Politikerin
- 1983: Edit Lengyel, ungarische Handballspielerin
- 1983: Rubén Olivera, uruguayischer Fußballspieler
- 1983: Michael Rösch, belgisch-deutscher Biathlet
- 1984: Olumuyiwa Aganun, nigerianischer Fußballspieler
- 1984: Sarah Meier, Schweizer Eiskunstläuferin
- 1984: Montell Owens, US-amerikanischer American-Football-Spieler
- 1985: Minik Dahl Høegh, grönländischer Handballspieler
- 1985: Elly Schlein, italienische Politikerin
- 1985: Daniel Wolf, österreichischer Fußballspieler
- 1987: Cesc Fàbregas, spanischer Fußballspieler
- 1987: Nastja Kamenskich, ukrainische Sängerin

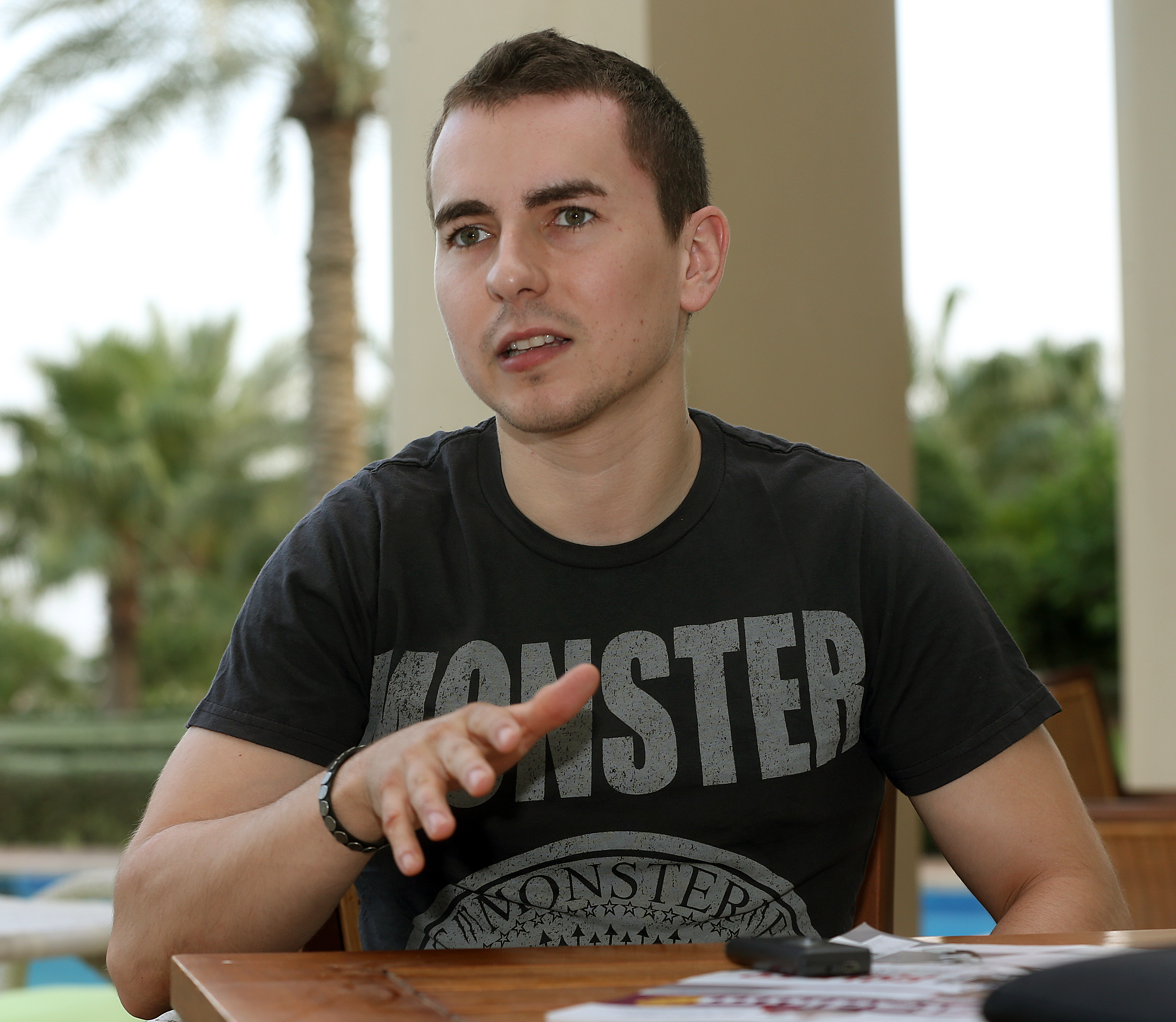
Jorge Lorenzo (* 1987)

- 1987: Jorge Lorenzo, spanischer Motorradrennfahrer
- 1987: Anjeza Shahini, albanische Pop-Sängerin
- 1988: Xavier Bertoni, französischer Freestyle-Skier
- 1988: Nycke Groot, niederländische Handballspielerin
- 1988: Radja Nainggolan, belgisch-indonesischer Fußballspieler
- 1988: Kyle Singler, US-amerikanischer Basketballspieler
- 1988: Kevin Thonhofer, österreichischer Fußballspieler
- 1988: Ole Werner, deutscher Fußballtrainer
- 1989: Dániel Gyurta, ungarischer Schwimmer
- 1989: Mario Maloča, kroatischer Fußballspieler
- 1989: Wladyslaw Wolyk, ukrainischer Billardspieler
- 1990: Christoph Kröpfl, österreichischer Fußballspieler
- 1990: Bram Nuytinck, niederländischer Fußballspieler
- 1991: Chris Tall, deutscher Stand-up- und Filmkomiker
- 1992: Victor Oladipo, US-amerikanischer Basketballspieler
- 1992: Denys Schaforostow, ukrainischer Musiker
- 1992: Lisa Schmitz, deutsche Fußballtorhüterin
- 1992: Clay Thompson, US-amerikanischer Tennisspieler
- 1992: Ramon Zenhäusern, Schweizer Skifahrer
- 1993: Simone Petilli, italienischer Radrennfahrer
- 1997: Nathalie Björn, schwedische Fußballspielerin
- 1998: Tijana Bogdanović, serbische Taekwondoin
- 1998: Lili Paul-Roncalli, österreichische Artistin
- 1999: Josephine Becker, deutsche Schauspielerin
- 1999: André Drege, norwegischer Radrennfahrer
- 1999: Nelson Mandela Mbouhom, kamerunischer Fußballspieler
- 2000: Agustín Urzi, argentinischer Fußballspieler
- 2000: Julija Sdanowska, ukrainische Mathematikerin

### 21. Jahrhundert

#### 2001–2025
- 2002: Archie Meekison, schottischer Fußballspieler
- 2003: Lorenz Knöferl, deutscher Fußballspieler
- 2003: Matie Stanley, tuvaluische Leichtathletin
- 2004: Marcel Wenig, deutscher Fußballspieler
- 2005: Kenan Yıldız, deutsch-türkischer Fußballspieler

## Gestorben

### Vor dem 16. Jahrhundert
- 0304: Florian von Lorch, christlicher Märtyrer
- 0784: Arbeo, Bischof von Freising
- 0837: Willerich, Bischof von Bremen
- 1003: Hermann II., Herzog von Schwaben
- 1082: Lothar Udo II., Graf von Stade, Markgraf der Nordmark
- 1090: Hermann, Bischof von Metz
- 1188: Humbert III., Graf von Savoyen
- 1261: Engelhard von Dolling, Bischof von Eichstätt
- 1269: Gerhard I., Bischof von Verden
- 1293: Volkwin V. von Schwalenberg, Bischof von Minden
- 1298: Friedrich VI., Graf von Zollern
- 1316: Rainald von Bar, Bischof von Metz
- 1406: Coluccio Salutati, italienischer Humanist und Politiker, Kanzler von Florenz, Entdecker von Ciceros Briefen
- 1436: Engelbrekt Engelbrektsson, schwedischer Volksführer und Reichshauptmann
- 1436: Johann I., französischer Adliger, Graf von Foix und Birgorre
- 1471: John Delves, englischer Ritter
- 1471: William Vaux, englischer Ritter
- 1471: Edward of Westminster, englischer Adeliger, Prince of Wales und Herzog von Cornwall

### 16. und 17. Jahrhundert
- 1502: Berthold II. von Landsberg, Bischof von Verden und Hildesheim
- 1505: Ladislaus von Gielniów, polnischer Bernhardinermönch und Dichter
- 1508: Christoph Mendel von Steinfels, Bischof von Chiemsee

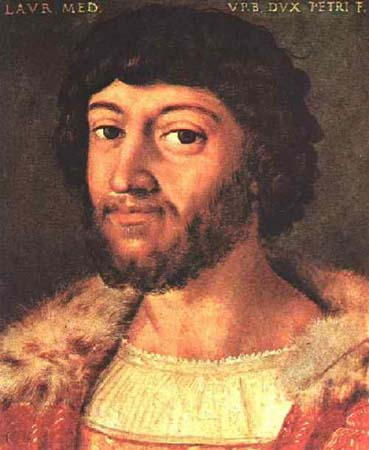
Lorenzo di Piero de’ Medici († 1519)

- 1519: Lorenzo di Piero de’ Medici, Herzog von Urbino und Herrscher von Florenz
- 1527: Shōhaku, japanischer Dichter
- 1528: Bernhard Strigel, deutscher Maler
- 1530: Niklas von Salm, Feldherr der Renaissance
- 1548: Busso X. von Alvensleben, Bischof von Havelberg und Diplomat der katholischen Kirche
- 1554: Johann Eck, deutscher evangelischer Theologe und Reformator
- 1555: Gotthard III. von Hoeveln, Lübecker Bürgermeister
- 1556: Luca Ghini, italienischer Arzt und Botaniker
- 1557: Georg von Österreich, Bischof von Brixen, Erzbischof von Valencia und Bischof von Lüttich
- 1561: Karl, Fürst von Anhalt
- 1562: Lelio Sozzini, italienischer Humanist, Jurist und Theologe
- 1571: Friedrich Kasimir, Herzog von Teschen und Bielitz
- 1571: Pierre Viret, Schweizer Reformator in Genf, Lausanne und Frankreich
- 1573: Lambert Auer, deutscher Jesuit, Prediger und Theologe
- 1591: Hugo Donellus, französischer Jurist
- 1595: Hugues Loubenx de Verdale, Großmeister des Malteserordens und römisch-katholischer Kardinal
- 1603: Juraj IV. Zrinski, kroatischer Adliger
- 1605: Ulisse Aldrovandi, italienischer Arzt und Naturforscher
- 1606: Hans von Khevenhüller-Frankenburg, kaiserlicher Gesandter in Madrid
- 1615: Adriaan van Roomen, flämischer Mathematiker und Mediziner
- 1616: Magdalena von Brandenburg, Landgräfin von Hessen-Darmstadt
- 1617: Katharina von der Hoya, deutsche Adelige
- 1617: Hilmar der Jüngere von Münchhausen, deutscher Adliger und Bauherr
- 1629: Thomas Weinrich, deutscher lutherischer Theologe
- 1630: Christine Teipel, Opfer der Hexenverfolgung in Oberkirchen im Sauerland
- 1649: Martín de Mujica y Buitrón, spanischer Offizier und Gouverneur von Chile
- 1664: Marcus Banzer, deutscher Mediziner
- 1664: Cornelis de Graeff, niederländischer Staatsmann und Diplomat
- 1673: Richard Brathwaite, englischer Autor
- 1678: Anna Maria von Schürmann, niederländisch-deutsche Universalgelehrte
- 1681: Johannes Musaeus, deutscher evangelischer Theologe
- 1682: Wassili Borissowitsch Scheremetew, russischer Feldherr und Bojar
- 1694: Ludwig Anton von Pfalz-Neuburg, Bischof von Worms
- 1696: Johann Siricius, Lübecker Bürgermeister
- 1700: Franz Karl von Kolowrat-Liebsteinsky, k. k. Diplomat und Statthalter von Böhmen

### 18. Jahrhundert
- 1709: Eleonore Klara, Gräfin von Nassau-Saarbrücken
- 1714: Charles de Bourbon, Herzog von Berry, Graf von Ponthieu, Herzog von Alençon sowie Herzog von Angoulême, Prinz von Frankreich
- 1722: Johann Balthasar Burckhardt, Bürgermeister von Basel
- 1722: Claude Gillot, französischer Maler
- 1727: Louis Armand II. de Bourbon, Fürst von Conti und Feldmarschall
- 1729: Louis-Antoine de Noailles, französischer Kardinal und Erzbischof von Paris
- 1729: Giulio Simonetti, Schweizer Baumeister und Architekt
- 1734: Abel Renz, Handelsmann und Bürgermeister von Tübingen
- 1737: Maria Sophia Bawyr von Frankenberg, Äbtissin in St. Cäcilien zu Köln
- 1737: Ferdinand Kettler, Herzog von Kurland
- 1743: Katharina von Altenbockum, Fürstin von Teschen, Mätresse des polnischen Königs und sächsischen Kurfürsten August des Starken
- 1746: Antonio Pollarolo, italienischer Organist und Komponist
- 1752: Augustin Leyser, deutscher Jurist
- 1755: Ignazio Visconti, 16. General der Societas Jesu
- 1774: Anton Ulrich, Prinz von Braunschweig, General in russischen Diensten
- 1780: Christian Ernst Friederici, deutscher Orgel- und Klavierbauer
- 1783: Franz Andreas Holly, böhmischer Komponist
- 1788: Marija Andrejewna Rumjanzewa, Oberhofmeisterin und Mätresse des russischen Zaren Peter I.
- 1790: Matthew Tilghman, Delegierter von Maryland im Kontinentalkongress
- 1795: Georg Alexander Heinrich Herrmann von Callenberg, Standesherr der Freien Standesherrschaft Muskau
- 1795: John Kean, US-amerikanischer Politiker
- 1800: Christine Boyer, Ehefrau von Lucien Bonaparte
- 1800: Johann Rudolf Fischer, Schweizer evangelischer Geistlicher

### 19. Jahrhundert
- 1802: Friedrich Ernst von Bülow, kurhannoverscher Offizier, Gutsbesitzer und Landschaftsdirektor
- 1807: Jeremias Benjamin Richter, Chemiker
- 1809: Martin Anton Seltenhorn, deutscher Kirchenmaler
- 1824: Joseph Joubert, französischer Moralist und Essayist
- 1829: Johann Gustav Gottlieb Büsching, deutscher Archäologe, Germanist und Volkskundler
- 1831: Friedrich Philipp Wilmsen, deutscher reformierter Theologe und Pädagoge
- 1836: Friedrich Hansmann, Berliner Ehrenbürger

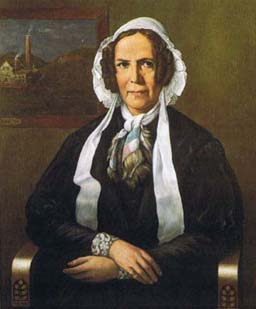
Christine Englerth († 1838)

- 1838: Christine Englerth, deutsche Unternehmerin und Eigentümerin von Steinkohle-Bergwerken im Raum Aachen
- 1840: Friedrich August Ludewig, deutscher Geistlicher, Pädagoge und Schriftsteller
- 1845: Josef Danhauser, österreichischer Maler und Grafiker
- 1854: Franz Anton Mayer, deutscher Pfarrer, Heimatforscher und Archäologe
- 1869: Heinrich Max Imhof, Schweizer Bildhauer
- 1870: Carl Lehmann, pfälzischer Finanzbeamter und Bürgermeister von Frankenthal
- 1875: Heinrich Ewald, deutscher Theologe und Orientalist
- 1878: Ferdinand Höfer, deutsch-französischer Arzt, Lexikograph und Schriftsteller
- 1879: William Froude, britischer Schiffbauingenieur
- 1884: Maria Anna von Savoyen, Kaiserin von Österreich
- 1887ː Marie Baumeister, deutsche Schauspielerin
- 1897: Johann Georg Fischer, deutscher Lyriker und Dramatiker
- 1897ː Sophie in Bayern, Prinzessin von Bayern, Herzogin in Bayern, durch Heirat Herzogin von Alençon
- 1898: Leo Arnoldi, deutscher Eisenbahn-Bauingenieur und Unternehmer

### 20. Jahrhundert

#### 1901–1950

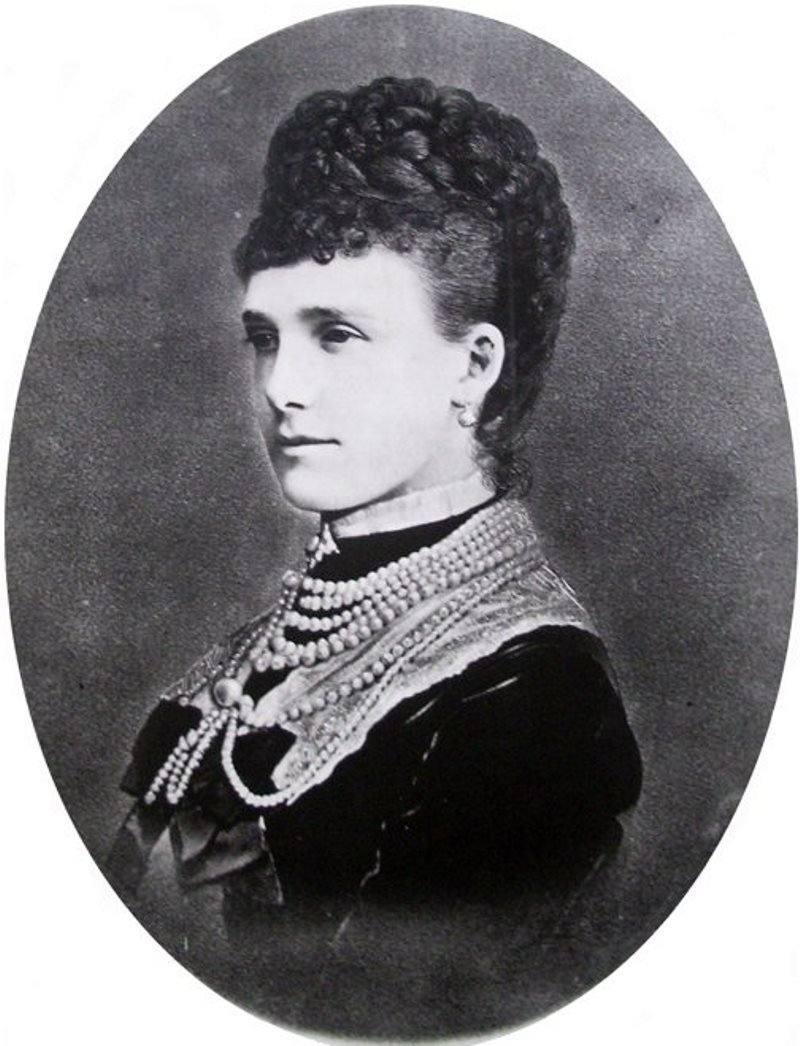
Eugenia Maximilianowna von Leuchtenberg († 1925)

- 1901: John Jones Ross, kanadischer Politiker und Arzt
- 1901: Antoni Franciszek Ksawery Sotkiewicz, polnischer Geistlicher
- 1909: Hans Nydegger, Schweizer Journalist und Schriftsteller
- 1918: Wilhelm Girardet, deutscher Buchbinder, Buchdrucker und Verleger
- 1910: Adolph Woermann, Hamburger Kaufmann, Reeder und Politiker
- 1919: Milan Rastislav Štefánik, tschechoslowakischer General
- 1919: Richard Alexander Georg Wühner, estnischer Pastor und evangelischer Märtyrer
- 1921: Alfred Hermann Fried, österreichischer Pazifist und Publizist, Nobelpreisträger
- 1924ː Edith Nesbit, englische Kinderbuchautorin
- 1925ː Eugenia Maximilianowna von Leuchtenberg, Adlige und Mitglied der kaiserlichen Familie
- 1929: Wladimir Kenig, polnischer Komponist
- 1932: José Mardones, spanischer Opernsänger
- 1933: Alexander Marshall Mackenzie, schottischer Architekt
- 1934: Edmund Edel, deutscher Grafiker, Schriftsteller und Regisseur
- 1935: August Asmuth, deutscher Politiker
- 1938: Kanō Jigorō, Begründer des Kampfsports Judo

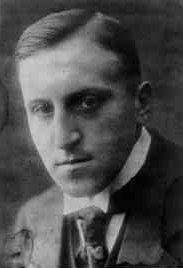
Carl von Ossietzky († 1938)

- 1938: Carl von Ossietzky, deutscher Journalist, Schriftsteller und Pazifist, Nobelpreisträger
- 1939: Alexander von Martius, deutscher Verwaltungsjurist
- 1939: Richard Wossidlo, Begründer der mecklenburgischen Volkskunde
- 1940: Céline Marier, kanadische Sängerin und Gesangspädagogin
- 1943: Géo André, französischer Leichtathlet
- 1943: Wilhelm Middelschulte, deutscher Organist und Komponist
- 1944: Karl Bröger, deutscher Arbeiterdichter
- 1945ː Ruth Frischmannová, Opfer des Holocaust
- 1945: Hans Avé-Lallemant, deutscher Unternehmensleiter
- 1945: Fedor von Bock, deutscher Generalfeldmarschall
- 1945: Peter Hütgens, deutscher Politiker und Reichstagsabgeordneter
- 1949: Valerio Bacigalupo, italienischer Fußballspieler
- 1949: Aldo Ballarin, italienischer Fußballspieler
- 1949: Émile Bongiorni, französischer Fußballspieler
- 1949: Eusebio Castigliano, italienischer Fußballspieler

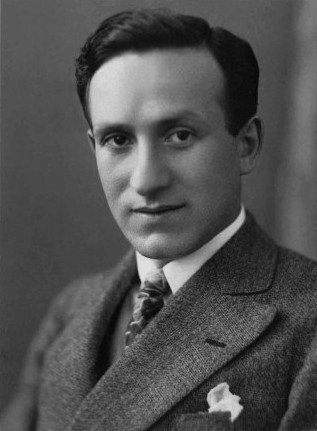
Ernő Erbstein († 1949)

- 1949: Ernő Erbstein, ungarischer Fußballspieler und -trainer
- 1949: Rubens Fadini, italienischer Fußballspieler
- 1949: Guglielmo Gabetto, italienischer Fußballspieler
- 1949: Roger Grava, italienisch-französischer Fußballspieler
- 1949: Giuseppe Grezar, italienischer Fußballspieler
- 1949: Ezio Loik, italienischer Fußballspieler
- 1949: Virgilio Maroso, italienischer Fußballspieler
- 1949: Danilo Martelli, italienischer Fußballspieler
- 1949: Valentino Mazzola, italienischer Fußballspieler
- 1949: Romeo Menti, italienischer Fußballspieler
- 1949: Piero Operto, italienischer Fußballspieler
- 1949: Franco Ossola, italienischer Fußballspieler
- 1949: Mario Rigamonti, italienischer Fußballspieler
- 1949: Július Schubert, tschechoslowakischer Fußballspieler

#### 1951–2000
- 1953: Robert Ferdinand Wagner, deutschamerikanischer Politiker

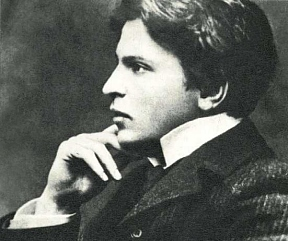
George Enescu († 1955)

- 1955: George Enescu, rumänischer Komponist und Violinist
- 1957: Gé Fortgens, niederländischer Fußballspieler
- 1959: Georges Kardinal Grente, französischer Geistlicher, Bischof von Le Mans
- 1960: Pedro Arispe, uruguayischer Fußballspieler
- 1961: Robert Pracht, deutscher Schulmusiker und Komponist
- 1961: Herbert Westren Turnbull, englischer Mathematiker
- 1962: Cécile Vogt, deutsche Hirnforscherin
- 1964: André Lefèbvre, französischer Automobilkonstrukteur und -rennfahrer
- 1970: Heinrich Rudolph Wahlen, deutscher Kaufmann und schwedischer Konsul für Deutsch-Neuguinea
- 1971: Klara Blum, deutschsprachige chinesische Schriftstellerin
- 1972: Edward Calvin Kendall, US-amerikanischer Biochemiker, Nobelpreisträger
- 1973: Anton Ackermann, deutscher Kommunist und Parteifunktionär, Kandidat des Politbüros des ZK der SED
- 1973: Jane Bowles, US-amerikanische Schriftstellerin

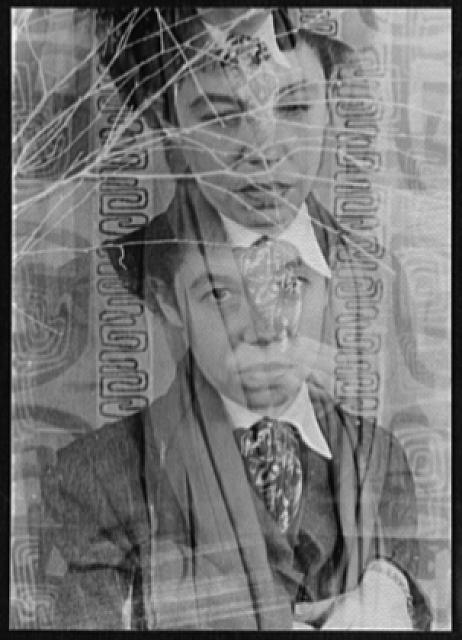
Jane Bowles († 1973)

- 1973: César Pérez Sentenat, kubanischer Komponist
- 1974: Franz Angel, österreichischer Mineraloge, Petrograph und Hochschullehrer
- 1974: Štěpán Urban, tschechischer Gitarrist, Komponist, Musikpädagoge, Anthroposoph, Esperanto-Dichter und Schriftsteller
- 1975: Moe Howard, US-amerikanischer Komiker (The Three Stooges)
- 1975: Horst Strempel, deutscher Grafiker und Maler
- 1980: Joe Henderson, britischer Klavierspieler

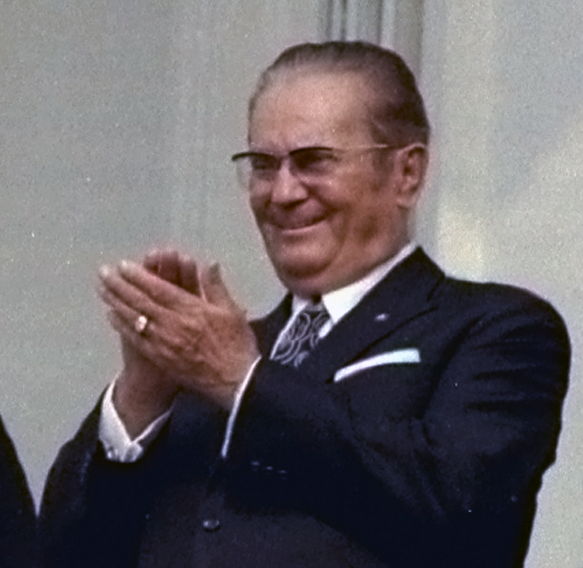
Josip Broz Tito († 1980)

- 1980: Josip Broz Tito, jugoslawischer Partisanenführer und Politiker, Staatschef
- 1981: Anne Banaschewski, deutsche Reformpädagogin
- 1984: Diana Dors, britische Schauspielerin
- 1984: Willie Ormond, schottischer Fußballspieler und -trainer
- 1985: Jan Appel, deutscher Revolutionär
- 1986ː Eva Fritzsche, deutsche Filmregisseurin und Theaterintendantin
- 1987: Paul Butterfield, US-amerikanischer Bluesmusiker
- 1991: Fritz Eisenhuth, deutscher Agrarwissenschaftler und Hochschullehrer
- 1994: Andrei Wassiljewitsch Abramow, sowjetischer Boxer
- 1994: Heinrich Homann, deutscher Politiker (NDPD)
- 1994: Edwin Rausch, deutscher Psychologe
- 1996: Peter Clark, britischer Automobilrennfahrer
- 1998: Alois Estermann, 31. Kommandant der Schweizergarde im Vatikan
- 1998: Gerhard Jakob, deutscher römisch-katholischer Weihbischof
- 1998: Theodor Oberländer, deutscher Politiker
- 1998: Ignacio María de Orbegozo y Goicoechea, spanischer Arzt und Bischof
- 2000: Alexander Iljitsch Achijeser, russisch-ukrainischer theoretischer Physiker

### 21. Jahrhundert
- 2001: Rudi Strahl, deutscher Dramatiker, Erzähler und Lyriker
- 2002: Rolf Friedemann Pauls, deutscher Diplomat
- 2003: Johannes Agnoli, deutscher Politikwissenschaftler und Philosoph
- 2003: Friedrich Steinbauer, deutscher Theologe und Anthropologe
- 2004: Coxsone Dodd, jamaikanischer Produzent
- 2004: Carlheinz Hollmann, deutscher Fernsehmoderator
- 2004: David Reimer, Kanadier, der als Mädchen aufwuchs
- 2005: Yakovos Bilek, deutscher Basketballtrainer

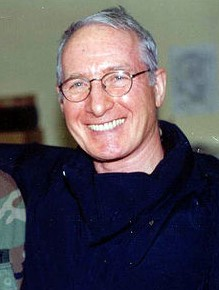
David Haskell Hackworth († 2005)

- 2005: David Haskell Hackworth, US-amerikanischer Militärexperte
- 2006: Walter Conrad, deutscher Schriftsteller
- 2006: Fritz Schenk, deutscher Publizist, Journalist und Rundfunkmoderator
- 2006: Alma Würth, deutsche Unternehmerin
- 2007: Herbert Schindler, deutscher Kunsthistoriker
- 2007ː Sujata Nahar, ndische Autorin, Schülerin von Aurobindo, Mirra Alfassa und Lebensgefährtin von Satprem
- 2007: Karl Schlögl, österreichischer Chemiker
- 2008: Richard Holme, britischer Politiker
- 2008: Kishan Maharaj, indischer Tablaspieler
- 2008: Colin Murdoch, neuseeländischer Apotheker, Tierarzt und Erfinder
- 2008: Gerhard Schmidt, deutsch-dänischer Landwirt, Hauptvorsitzender des Bundes Deutscher Nordschleswiger
- 2009: Dom DeLuise, US-amerikanischer Schauspieler und Regisseur
- 2009: Gisela Stein, deutsche Schauspielerin
- 2012: Freddy Kottulinsky, deutsch-schwedischer Motorsportler
- 2010: Luigi Kardinal Poggi, vatikanischer Diplomat und Kurienkardinal
- 2012: Haukur Angantýsson, isländischer Schachspieler
- 2012: Adam Yauch, US-amerikanischer Musiker, Produzent und Regisseur
- 2012: Rashidi Yekini, nigerianischer Fußballspieler
- 2013: Christian de Duve, belgischer Biochemiker, Nobelpreisträger
- 2013: Klaus-Peter Stein, deutscher Fußballspieler
- 2014: Ross Lonsberry, kanadischer Eishockeyspieler
- 2014: Al Pease, kanadischer Automobilrennfahrer
- 2015: Eva Aeppli, Schweizer Materialkünstlerin
- 2015: Umberto Arlati, schweizerischer Jazztrompeter und Musikpädagoge
- 2015: Wolfgang Suppan, österreichischer Musikwissenschaftler
- 2016: Ursula Mamlok, jüdische, deutsch-US-amerikanische Komponistin, NS-Verfolgte
- 2016: Emma-Maria Lange, deutsche Bildhauerin und Puppenmacherin
- 2017: William J. Baumol, US-amerikanischer Wirtschaftswissenschaftler
- 2017: Bart Carlier, niederländischer Fußballspieler
- 2018: Abi Ofarim, israelischer Tänzer, Sänger, Gitarrist und Choreograph
- 2018: Hermann Huber, deutscher Diplomat
- 2018: Alexander Tschäppät, Schweizer Politiker
- 2019: Robert Essl, österreichischer Fotograf
- 2019: Prospero Nograles, philippinischer Politiker
- 2020: Manfred Paul, deutscher Evangelist, Seelsorger, Leiter zweier Missionswerke und Autor
- 2021: Jan Hahn, deutscher Radio- und Fernsehmoderator, Schauspieler
- 2021: Nick Kamen, britisches Fotomodell und Sänger
- 2022: Zbigniew Kicka, polnischer Boxer
- 2022: Dieter Maier, deutscher Fußballspieler
- 2022: Don McKellow, britischer Radrennfahrer
- 2022: Kenny Moore, US-amerikanischer Langstreckenläufer und Sportjournalist
- 2022: Lalli Partinen, finnischer Eishockeyspieler
- 2022: Gunnar Pétursson, isländischer Skilangläufer
- 2022: Stanislau Schuschkewitsch, belarussischer Politiker
- 2022: Lars Skåål, schwedischer Wasserballspieler
- 2022: Julija Wojewodina, russische Geherin
- 2024: Judith G. Garber, US-amerikanische Diplomatin
- 2025: Jochen Mass, deutscher Automobilrennfahrer
- 2025: Marianne Sayn-Wittgenstein-Sayn, österreichische Fotografin

## Feier- und Gedenktage
- Kirchliche Gedenktage
  - Michael Schirmer, deutscher Pfarrer und Liederdichter (evangelisch)
  - Hl. Florian von Lorch, römischer Beamter, Märtyrer und Schutzpatron (katholisch)
  - Friedrich Conrad Dietrich Wyneken, deutsch-amerikanischer Pastor und Missionar (evangelisch: LCMS)
  - Neun Märtyrer von England und Wales
- Namenstage
  - Florian, Guido, Valerie
- Staatliche Feier- und Gedenktage
  - Niederlande: Nationale Dodenherdenking
- Weitere Informationen zum Tag
  - Star Wars Day

Weitere Einträge enthält die Liste von Gedenk- und Aktionstagen.